# Донський монастир
Донський монастир — ставропігійний чоловічий монастир Російської православної церкви у Москві. Був заснований у 1591 на місці московського гуляй-города після відбиття нападу кримського хана Гази II Ґерая. Монастир отримав статус ставропігійного (тобто підпорядкованого напряму Святійшому синоду) у 1745.  Це була одна із шести ставропігійних обителей в Російській імперії перед жовтневим переворотом. 
Як усі монастирі на окупованій більшовиками території Росії, був формально закритий у 1918, але продовжував діяти до кінця 1920-х. Відроджений у 1991.

## Історія

### XVI-XVII століття

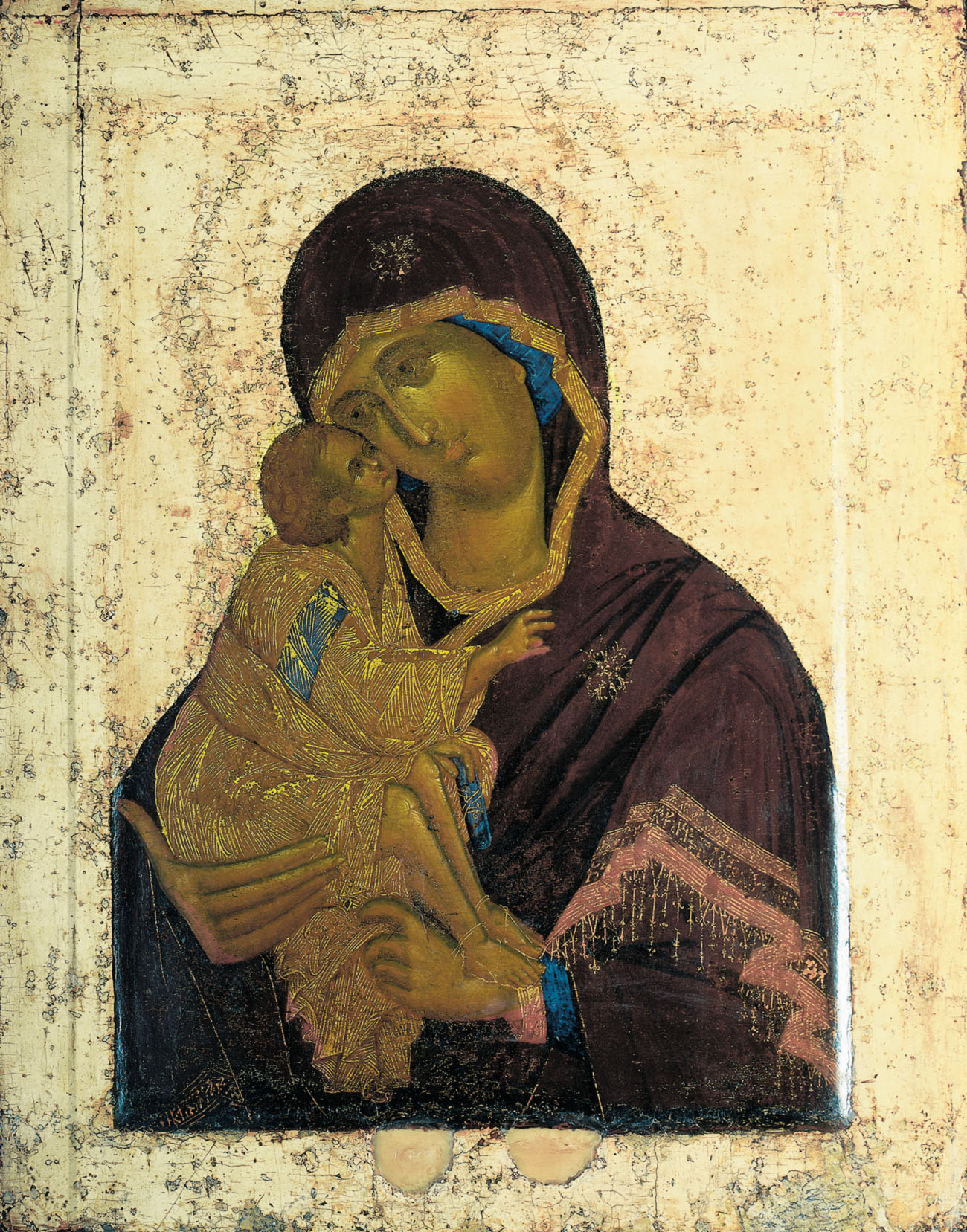
Донська ікона Божої Матері роботи Феофана Грека. Державна Третьяковська галерея, 1390-ті роки

Донський монастир заснований царем Феодором Івановичем в 1591 на честь перемоги московських військ над кримським ханом Гази-Ґераєм. Його звели на місці військового табору загону Бориса Годунова і похідної церкви Сергія Радонезького. Споруда завершувала оборонне півкільце на підступах до Москви зі сторони південних степів, в яке також входили раніше побудовані Андроників, Новоспаський, Симонів, Свято-Данилів і Новодівичий монастирі. Монастир названий в честь Донської ікони Божої Матері , написаної, ймовірно, в XIV столітті Феофаном Греком. За переказами, цим образом преподобний Сергій Радонезький благословив великого князя Дмитра Івановича і його воїнів на Куликовську битву. 
Першою спорудою монастиря став собор Донської ікони Божої Матері, званий Старим або Малим. Його збудували за проектом архітектора Федора Коня. Це був одноголовий храм із вівтарними апсидами, який завершувався триступеневими рядами кокошників, що приховують склепіння. Він не відповідав класичному типу монастирського собору і нагадував парафіяльні церкви того часу, наприклад церкву Миколи Явленого на Арбаті. Згодом собор став зразком для будівництва храму Покрови у Рубцові, Казанського собору на Красній площі та інших церковних споруд  . 
У Смутні часи Малий собор був пограбований. 
Історик Іван Забєлін писав про цей час: 
Незабаром після смерті царя Федора Івановича наступили Смутні часи нашої історії, часи самозванства і міжцарствування, тяжкі для всієї держави і, особливо, для Москви. Тоді  престол був спалений і розорений поляками, так що сучасники дуже справедливо називали цей час Московською розрухою. Не уникнув злого лиха і новозбудований монастир, якого чекало руйнування і спустошення. Оскільки він був заснований державною, то в цей бездержавний час нікому було про нього пам'ятати; він був забутий і залишений на піклування своєї мізерної братії.
Із початком царювання Михайла Федоровича обитель відремонтували і частково відновили. У 1650 її приписали до Андріївського монастиря. У 1673 до Малого собору прибудували трапезну частину. Через п'ять років, в пам'ять про перемогу над турками під Чигирином, були зведені два бокові вівтарі, увінчані цибулястими главами: південний — на честь преподобного Сергія Радонезького, північний — в пам'ять великомученика Федора Стратилата. У 1679 храм розписали ізографи Леонтій Чулков і Федір Евтієв . У 1683 до Донського монастиря були приписані Шаровкін Успенський і Жиздринський Троїцький монастирі, а також Тихонова пустинь. У 1687 в обителі відновили ігуменство і початкову самостійність. 
Будівництво Великого собору почалося в 1684. У 1686 він був зведений до глав, але потім роботи припинилися через Кримський похід і виснаження монастирської скарбниці. Другий етап будівництва почався через два роки і був закінчений до 1698. Храм виконали в наришкінському стилі і поставили на високий підкліт, глави встановили в напрямку сторін світу. Різьблений семиярусний іконостас «фряжського письма», а також ікони створювали різьбярі та іконописці Збройової палати і Посольського наказу — Карп Золотарьов, Григорій Махотня, Родіон Спиридонов, Андрій Михайлов та інші.

### XVIII-XIX століття

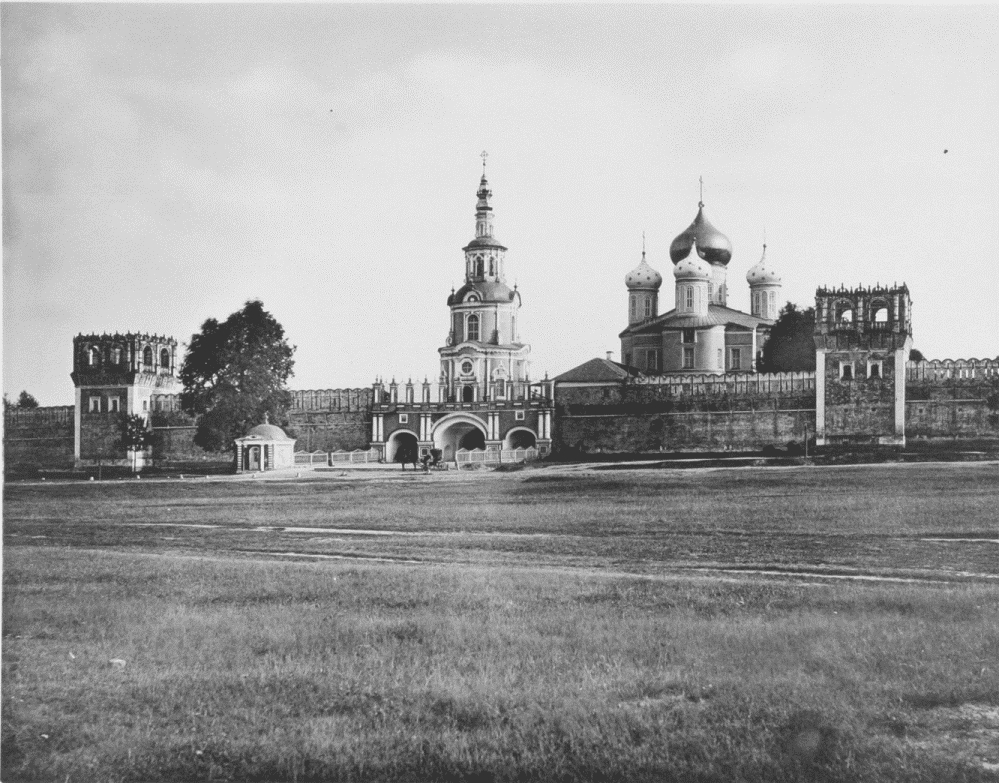
Донський монастир у 1883 році

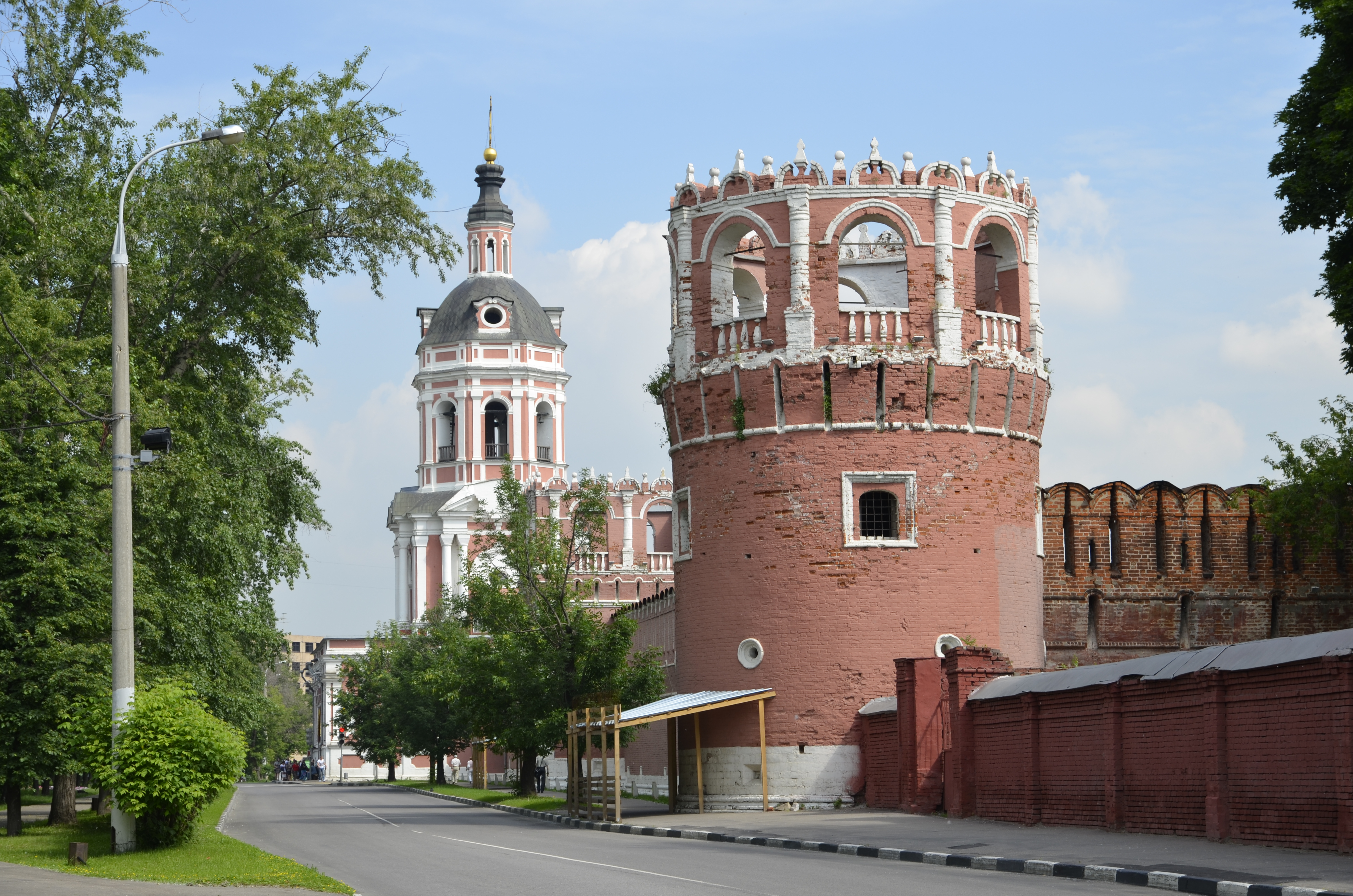
Монастирська огорожа, 2013 рік

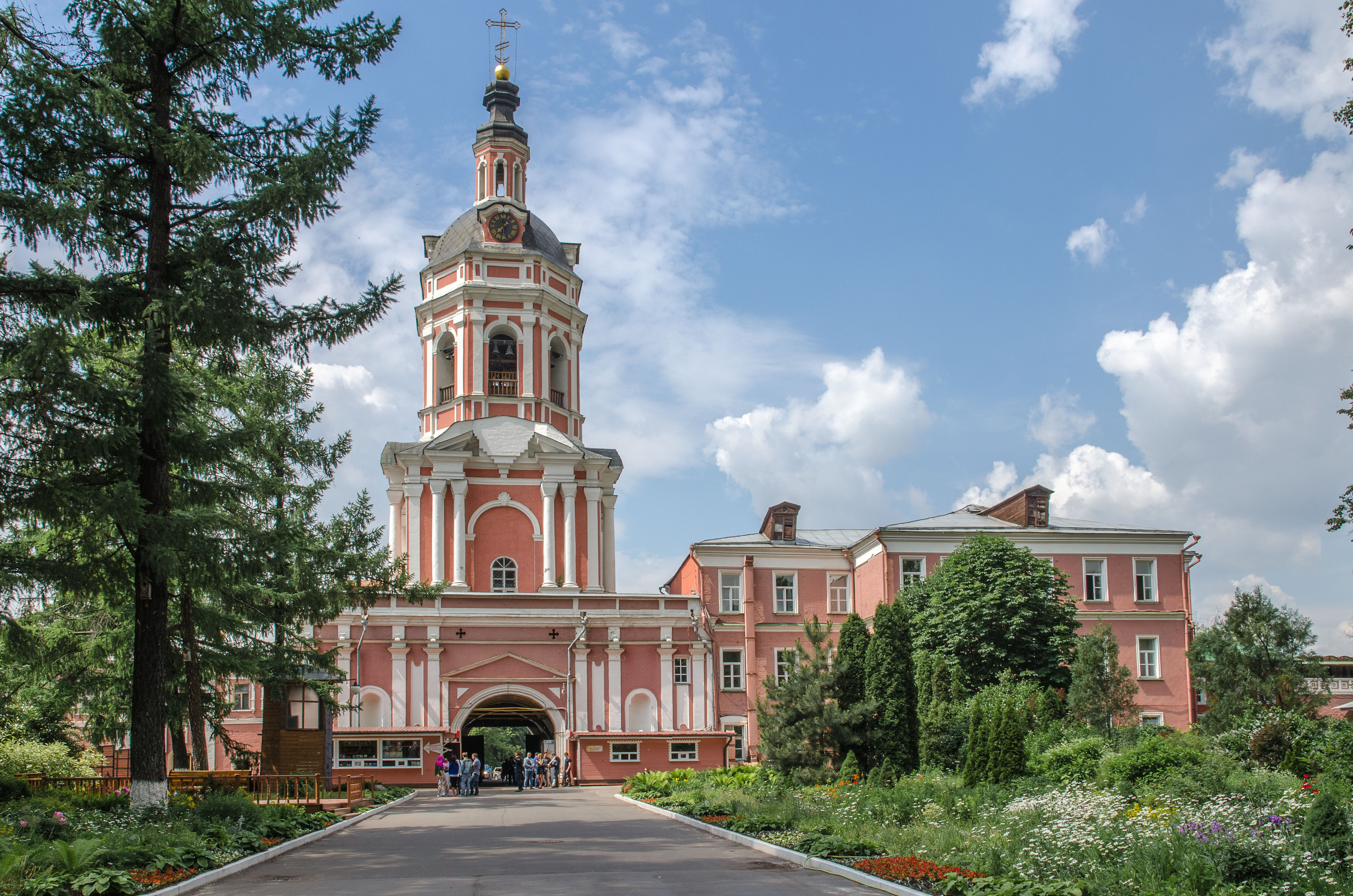
Західні ворота і Храм праведників Захарії і Єлисавети, 2013 рік

Упродовж XVIII століття сформувався архітектурний комплекс монастиря. У 1686—1711 зводилась монастирська кам'яна огорожа з дванадцятьма вежами на кошти Якова Кирилова, сина думного дяка Аверкія Кирилова, який володів палатами на Берсенєвській набережній з хатньою Микільською церквою. У 1714 над північними воротами обителі побудували церкву в честь Тихвінської ікони Божої Матері.  
Зведення дзвіниці над західними воротами почалося в 1730 і велося під наглядом трьох зодчих: з 1730 по 1733 — П'єтро Антоніо Трезини, в 1749 — Дмитра Ухтомського, добудовував дзвіницю архітектор Олексій Євлаш в 1750—1753 роках. Після закінчення будівництва на неї підняли дзвони і встановили годинник. Через два роки за клопотанням графині Софії Головіної у дзвіниці освятили церкву в честь Захарія і Єлизавети. Її влаштували в четверику, а в восьмерику були створені наскрізні арки для дзвонів. На другому ярусі знаходився престол церкви Сергія. У 1758—1760 на території обителі збудували одноповерхову кам'яну споруду монастирських келій. 
У 1745 указом імператриці Єлизавети Петрівни обителі наданий статус ставропігійного монастиря. У 1747  передбачалося перевести сюди Слов'яно-греко-латинську академію з Заіконоспасского монастиря в Китай-місті, але цього не відбулося. 
У 1771 під час Чумного бунту в монастирі загинув архієпископ Амвросій (Зертис-Каменський). Побоюючись подальшого поширення епідемії, він наказав прибрати від варварських воріт Китай-міста Боголюбську ікону Божої Матері. Через це розгніваний натовп убив архієпископа, що переховувався у монастирі. Його поховали в Старому Донському соборі. 
У 1782-1785 роках італійський художник Антон Клаудіо розписав стіни Великого собору євангельськими і біблійними сюжетами. В кінці XVIII століття зовнішній вигляд храму був змінений: надбудувано основний об'єм четверика, приховано ряди кокошників, дах став чотирисхилим. Під шатрової дзвіницею і в трапезній частині основного об'єму і приділів були створені місця для поховання настоятелів. 
Під час вторгнення французів у Москву в Донському монастирі розташувалася частина полку другої кінної гвардії. У братських келіях оселилися рядові, з деякими стояли коні. Обитель була пограбована: вкрали вінці з ікон, оклади, ризи і всі дорогоцінні прикраси. У багатьох приміщеннях були виламані підлоги, двері, рами, перегородки. На пожертви отамана Донського козачого війська графа Матвія Платова обитель відновили, а також виготовили нові ризи на ікони іконостасу Великого собору. 
У 1834 році відкрито духовне училище, в якому готували учнів до вступу в семінарію. У монастирі перебувала також іконописна палата імені Н. Д. Селезньова для навчання живопису і виконання робіт на замовлення.

### XX-XXI століття
У 1914 на території Нового Донського кладовища монастиря освятили храм в ім'я преподобних Серафима Саровського і Анни Кашинської. У 1927 році його перетворили у крематорій  . 
У 1918 монастир, як і багато інших релігійних осередків на підконтрольній радянській владі території, був формально закритий, але де-факто продовжував діяти в умовах, коли Російська церква принципово не визнавала та ігнорувала розпорядження і «узаконення» Ради народних комісарів .  
З травня 1922 в колишніх казначейських покоях біля північних воріт монастиря перебував під арештом патріарх Московський і всієї Русі Тихон. У грудні 1924  на нього скоєно замах, під час якого вбили його келейника Якова Полозова. Тихон помер через рік, 25 березня, у клініці Бакуніних на Остоженці і був похований в Малому соборі. Незабаром після арешту Патріаршого місцеблюстителя митрополита Петра, в 1925 році, в монастирі під головуванням архієпископа Єкатеринбурзького Григорія відбулася нарада десятьох архієреїв, яка утворила «Тимчасову вищу церковну раду». Це дало початок григоріанському розколу. 
До 1926 монастир зазначений у списках Московського відділу народної освіти як відкритий для відвідування історико-культурний та побутовий музей. У тому ж році його передали в управління Музейного відділу Главнауки. У 1929 музей закрили, общину ліквідували, а на цьому місці почав роботу Антирелігійний музей мистецтв. Цінні документи XVIII-XIX століть з архіву монастиря були переміщені в державні архіви — в Російський державний архів давніх актів і Центральний історичний архів Москви  . 
У 1934 монастир переданий Музею архітектури, що належав до Академії архітектури СРСР. У нього звезли скульптурні фрагменти із багатьох споруд, що підлягали знищенню, в тому числі храму Христа Спасителя, Сухаревої вежі і церкви Успіння Божої матері на Покровці. У церкві Архангела Михаїла, в якій знаходилася усипальниця Голіциних, влаштували музей скульптури. У 1936 в обитель привезли розібрані Тріумфальні ворота, що стояли на площі Білоруського вокзалу. Їх знову зібрали і встановили на Кутузовському проспекті у 1967. 
З 1946 по 1960 проводилися богослужіння в Малому соборі. Під час хрущовських гонінь храм планували закрити, проте його вдалося відстояти, об'єднавши з парафією храму Ризположенія на Донський, що знаходиться поблизу; богослужіння відбувалися у дванадесяті свята, на храмове свято, під час Великого посту, а також у пам'ятні дні служились заупокійні служби за патріарха Тихона. Також у Малому соборі з 1946 року відбувається мироварення. 

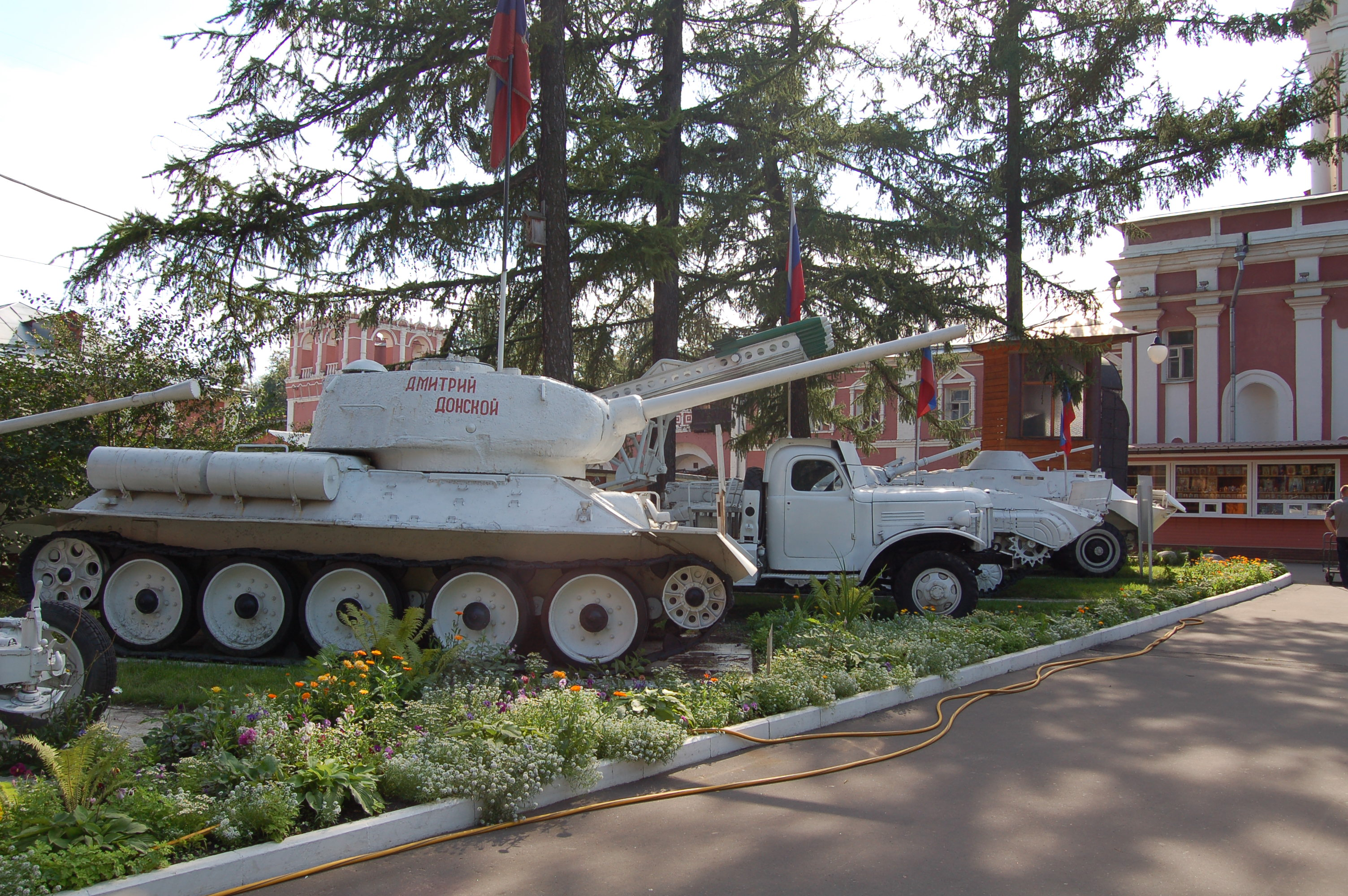
Бронетехніка, встановлена за вхідними воротами в 1990-х, 2008 рік

30 жовтня 1990 рішенням московського міськвиконкому сім храмів Донського монастиря були передані Російській православній церкві. У травні 1991 в монастирі відродилося чернече життя. Першим намісником призначили архімандрита Агафодора (Маркевича). У тому ж році на честь 400-ї річниці монастиря в ньому відбувся хресний хід на чолі з патріархом Алексієм II. У лютому 1992 під час ремонту Малого собору була виявлена труна з мощами патріарха Тихона. Його канонізували, а останки перенесли в раку у Великій собор. У 1998 відновили богослужіння в храмі Серафима Саровського. 
У 1990-х історично сформований вигляд обителі був спотворений поставленою за вхідними воротами бронетехнікою, яка вціліла у Великій Вітчизняній війні, і новими будівлями. В кінці 1990-х — на початку 2000-х при настоятелю Агафодорі інтер'єр трапезної Малого собору розписав художник Олексій Россаль-Воронов. За ці розписи художник був нагороджений патріаршою відзнакою - медалі преподобного Сергія Радонежського[джерело?]. 

У 2014-2016 проведена реставрація Малого собору: замінили пізні конструкції дахів трапезної, приділів і собору на нові — історичних форм; відновили хрести на дзвіниці і главах приділів. Фасади пофарбували в колір, виявлений під час дослідження, відтворили розтесані вікна XVI століття. 

Горельєфи знесеного храму Христа Спасителя, 2011
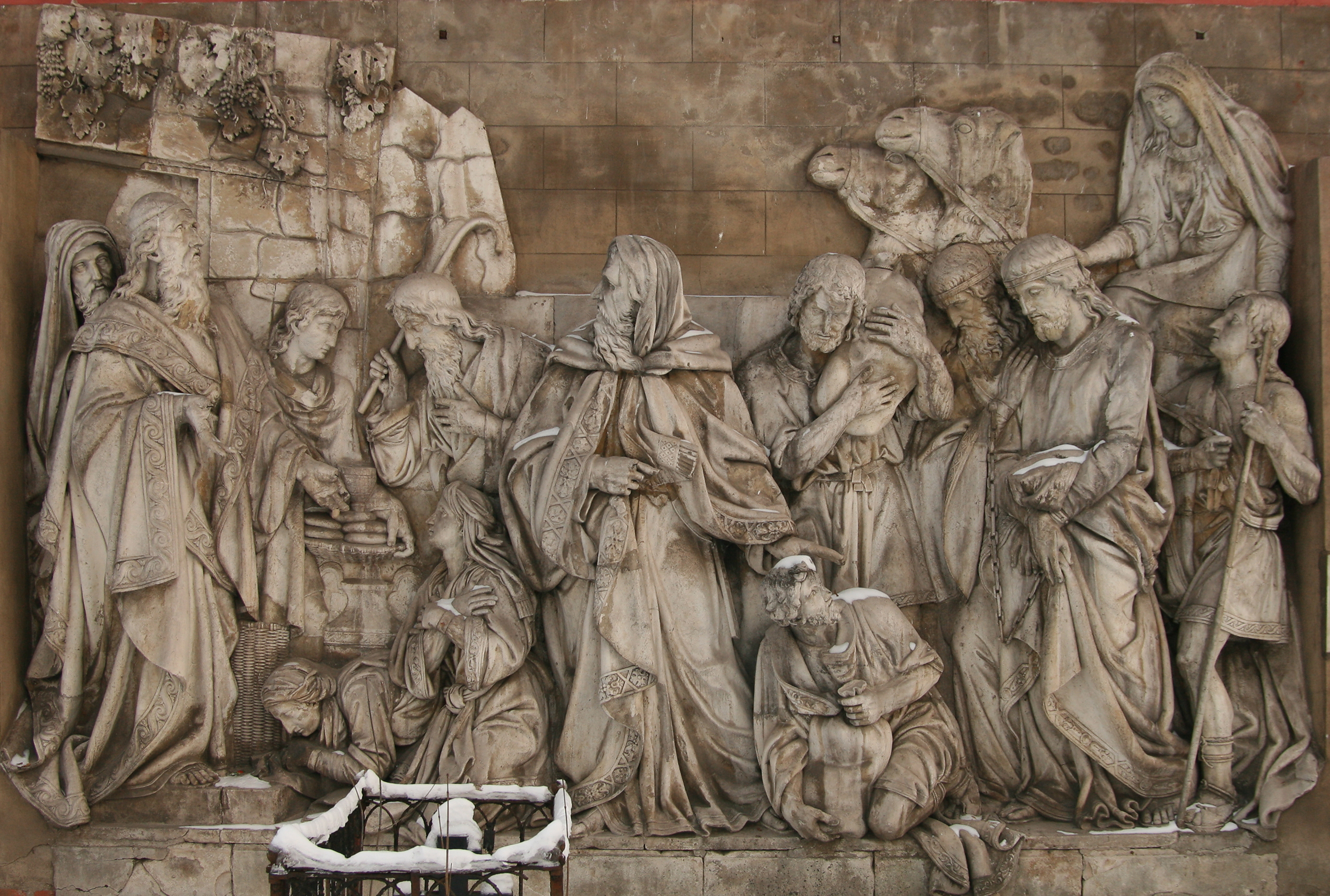
Мелхиседек зустрічає Авраама з полоненими царями. Скульптор Олександр Логановський
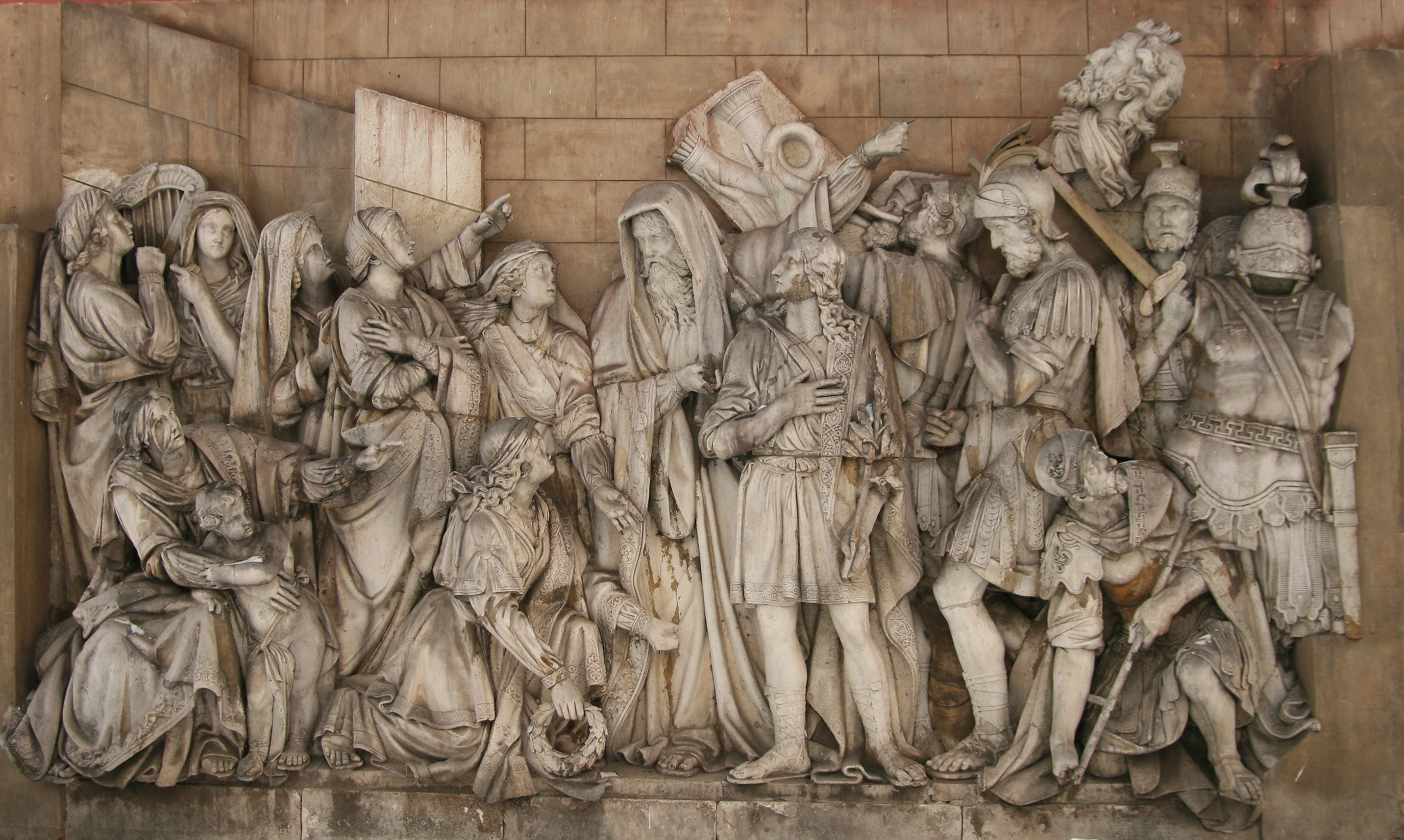
Зустріч Давида, який переміг Голіафа. Скульптор Олександр Логановський
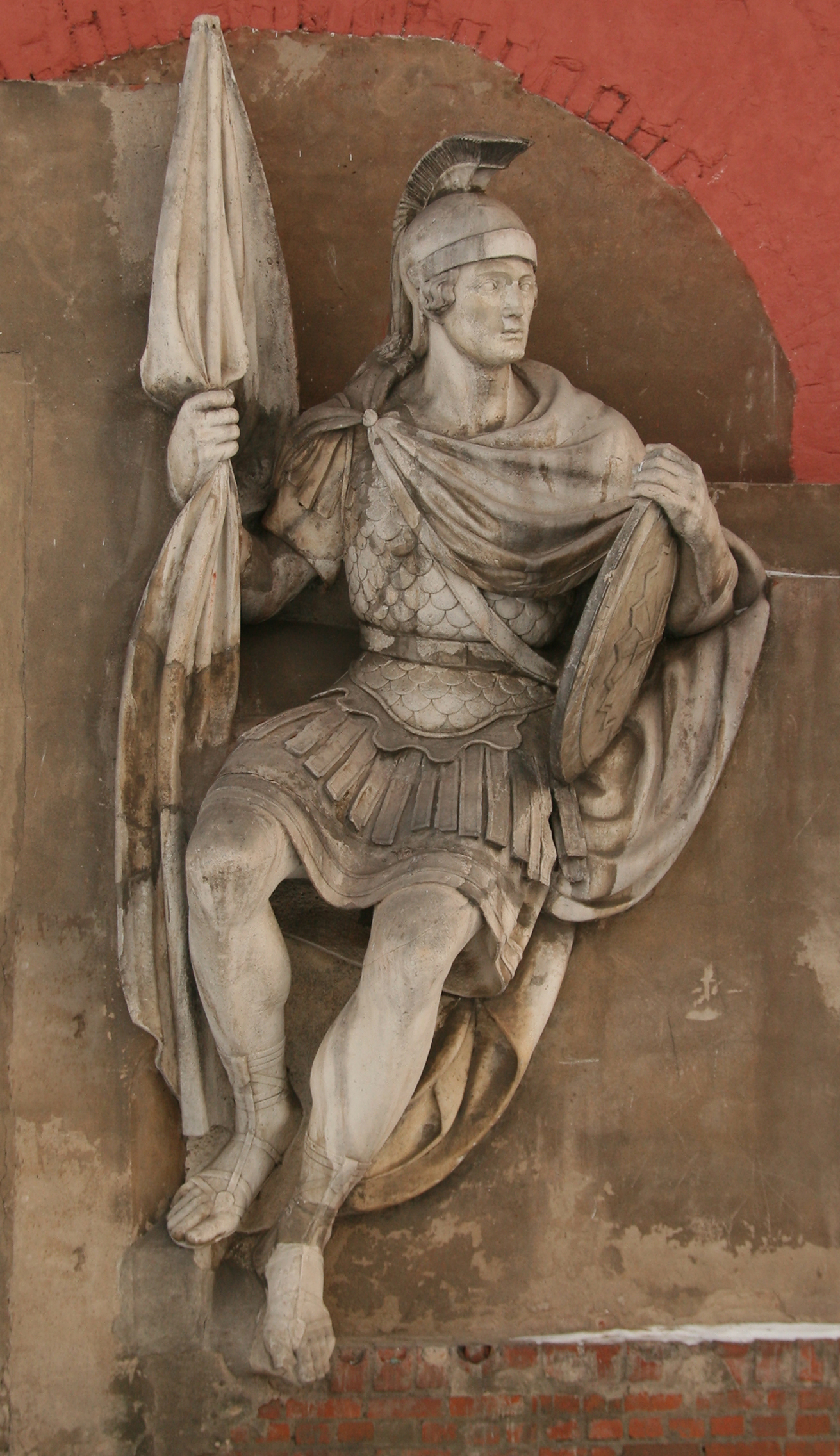
Воїн Георгій. Скульптор Микола Рамазанов
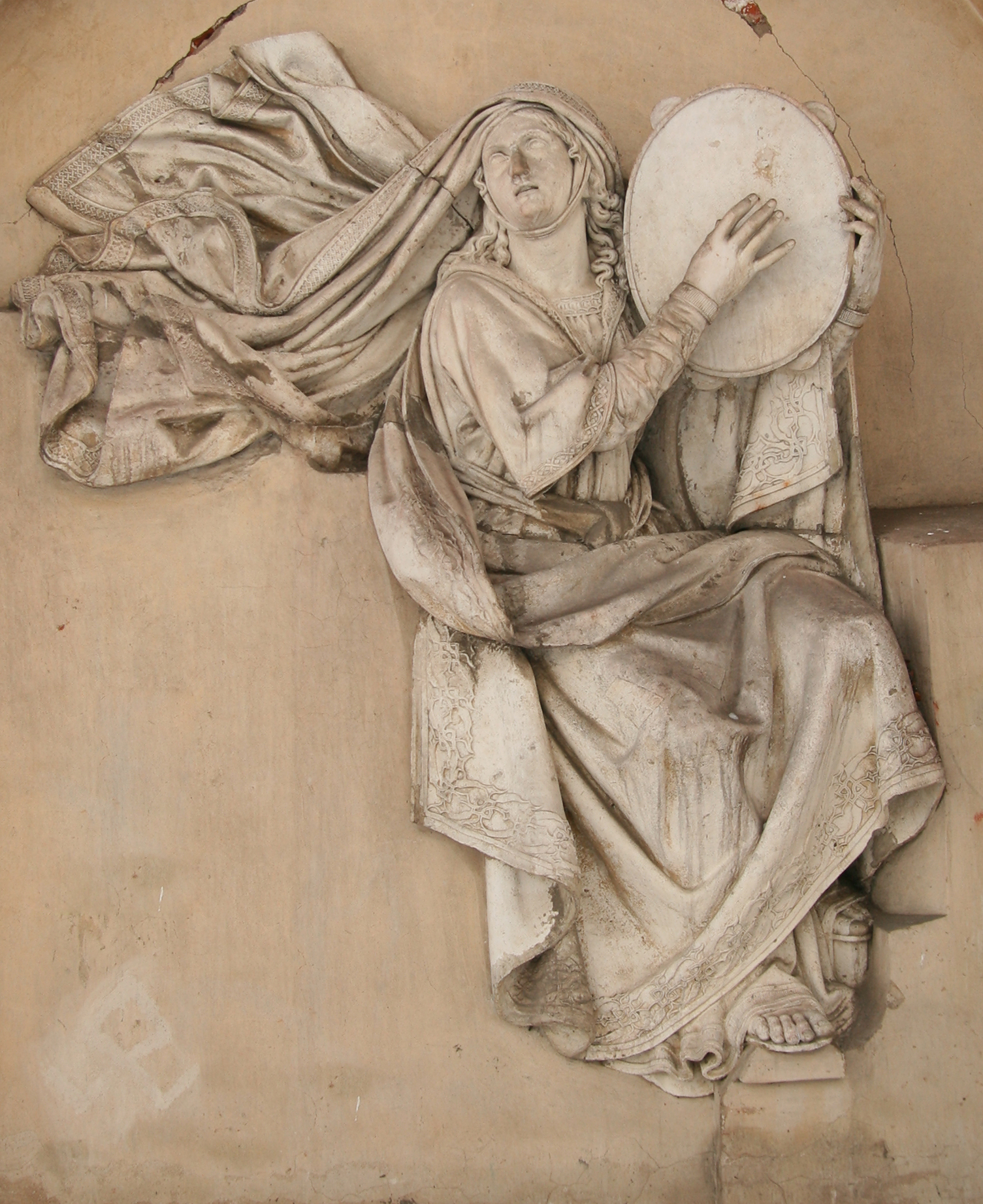
Міріам, що оспівує перемогу свого народу над ворогами. Скульптор Олександр Логановський
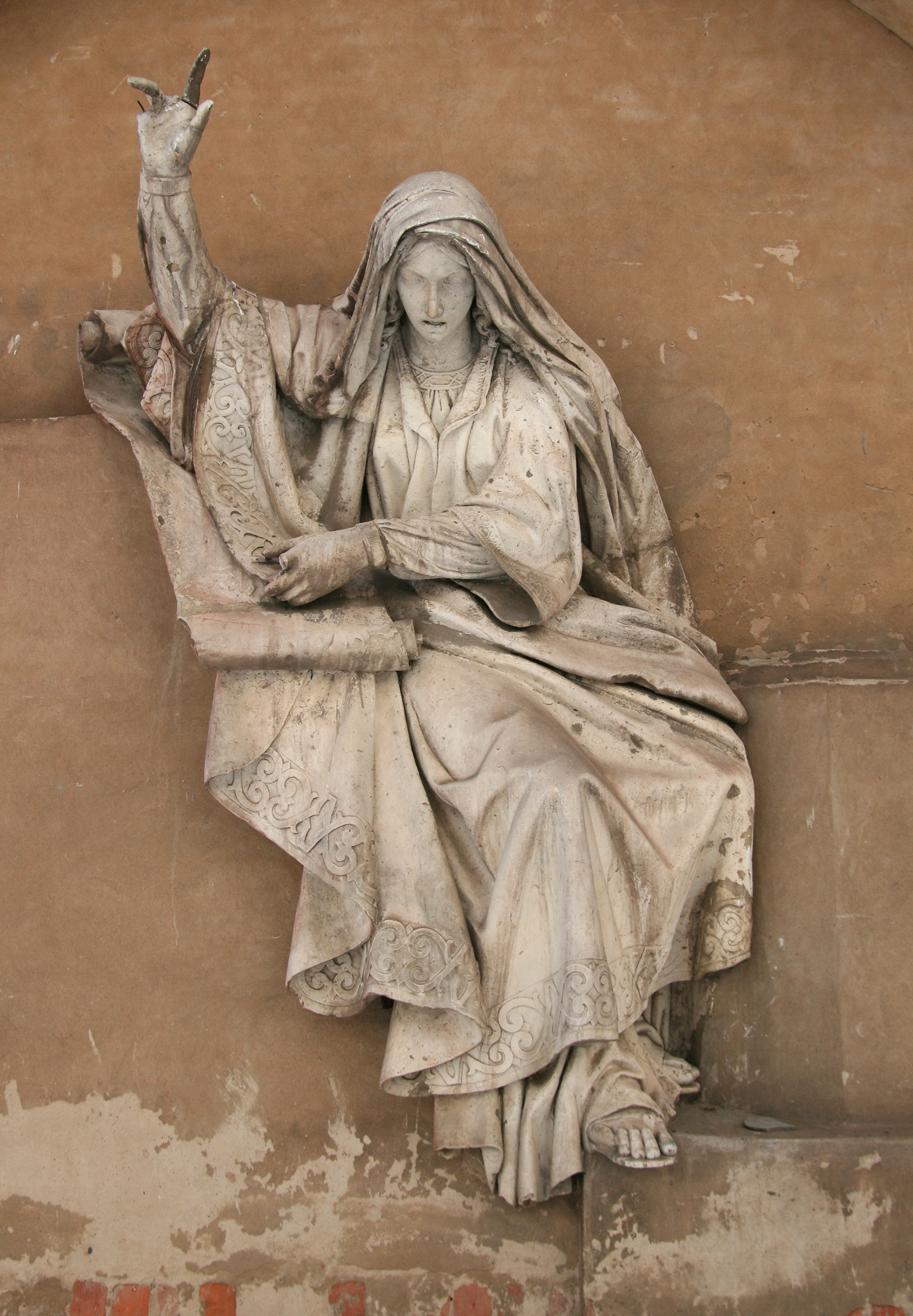
Девора, що закликає народ до боротьби з поневолювачами. Скульптор Олександр Логановський

## Архітектурний ансамбль

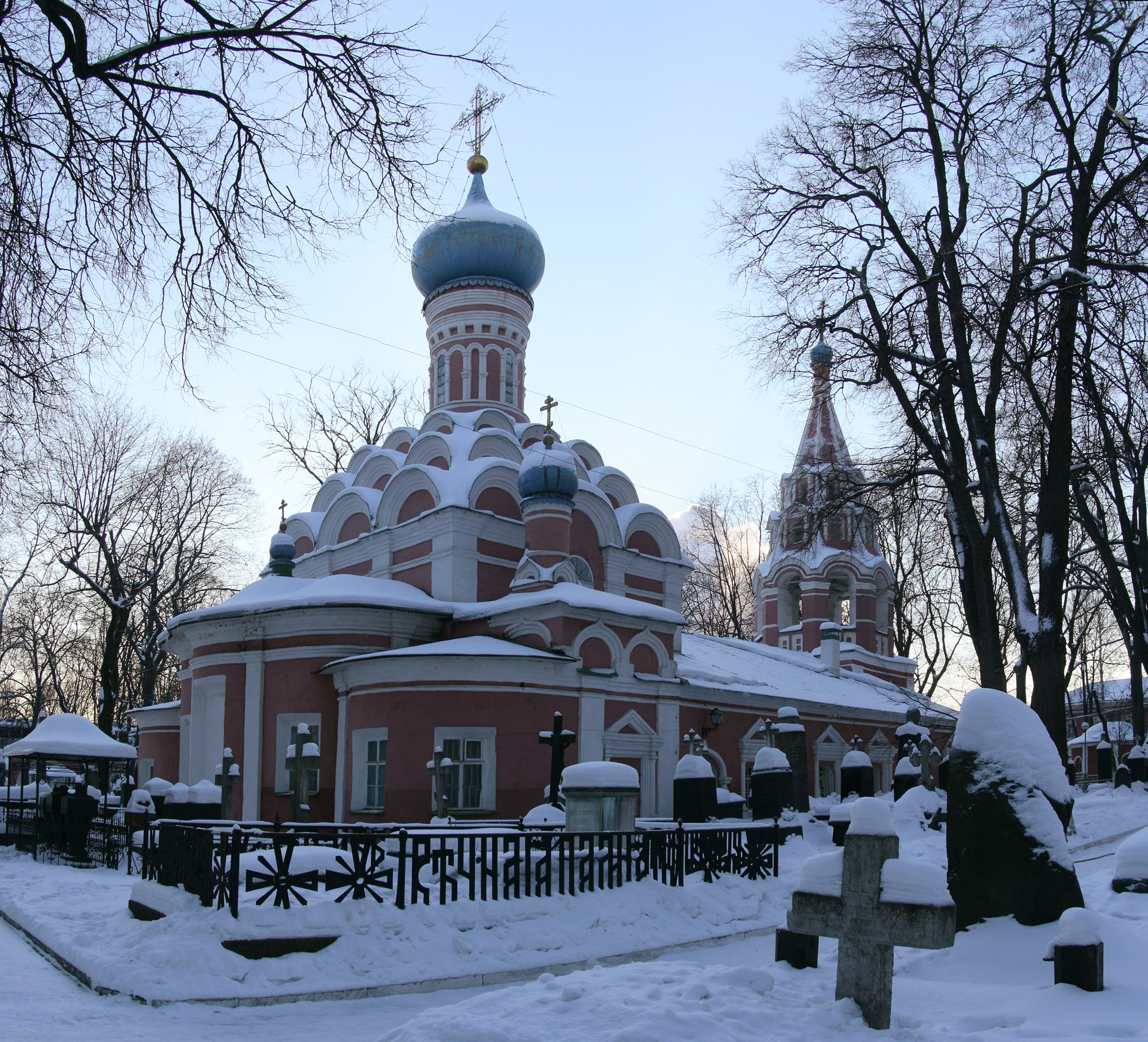
Малий собор, 2011 рік

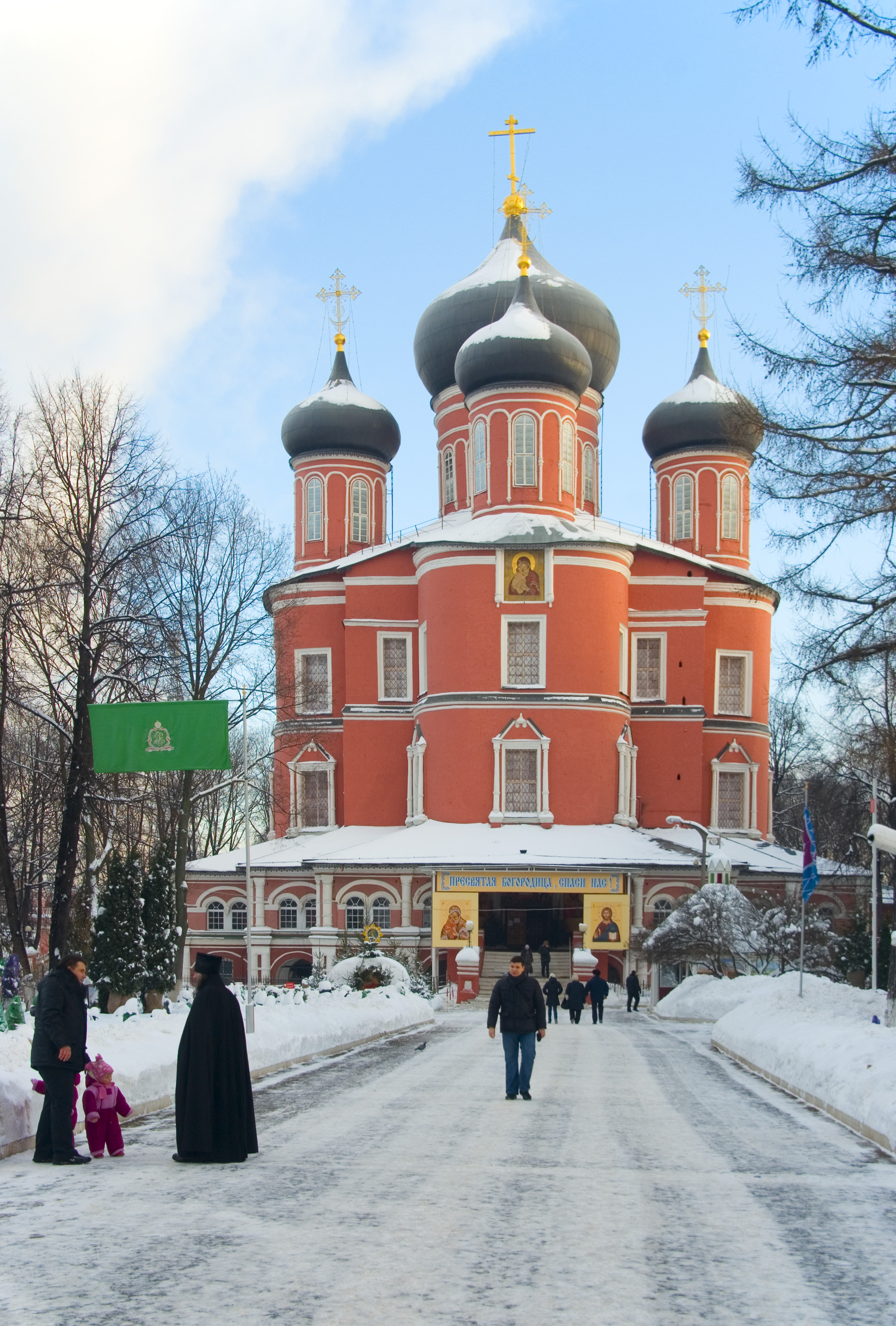
Великий собор, 2008 рік

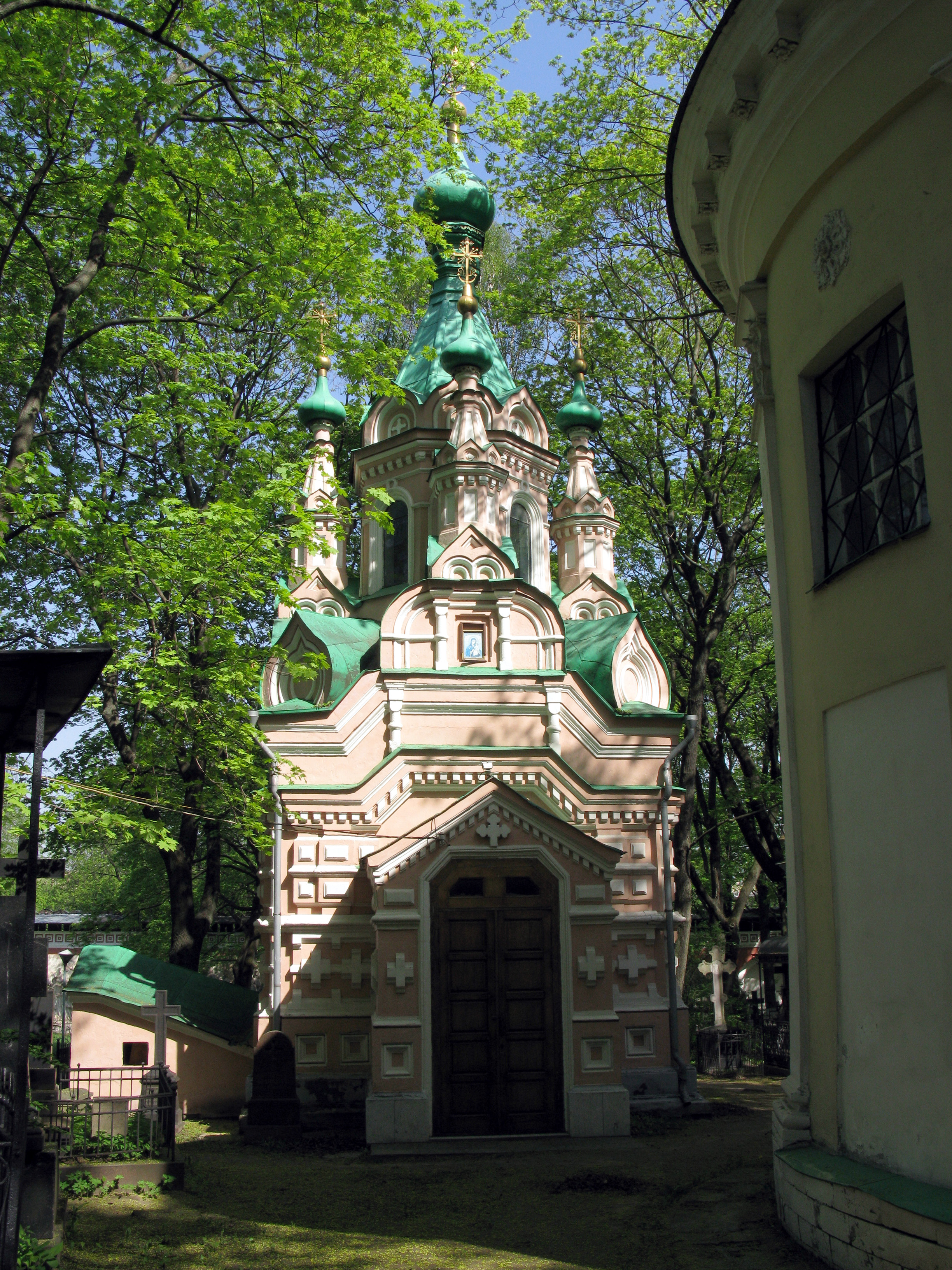
Храм Іоана Ліствичника, 2010 рік

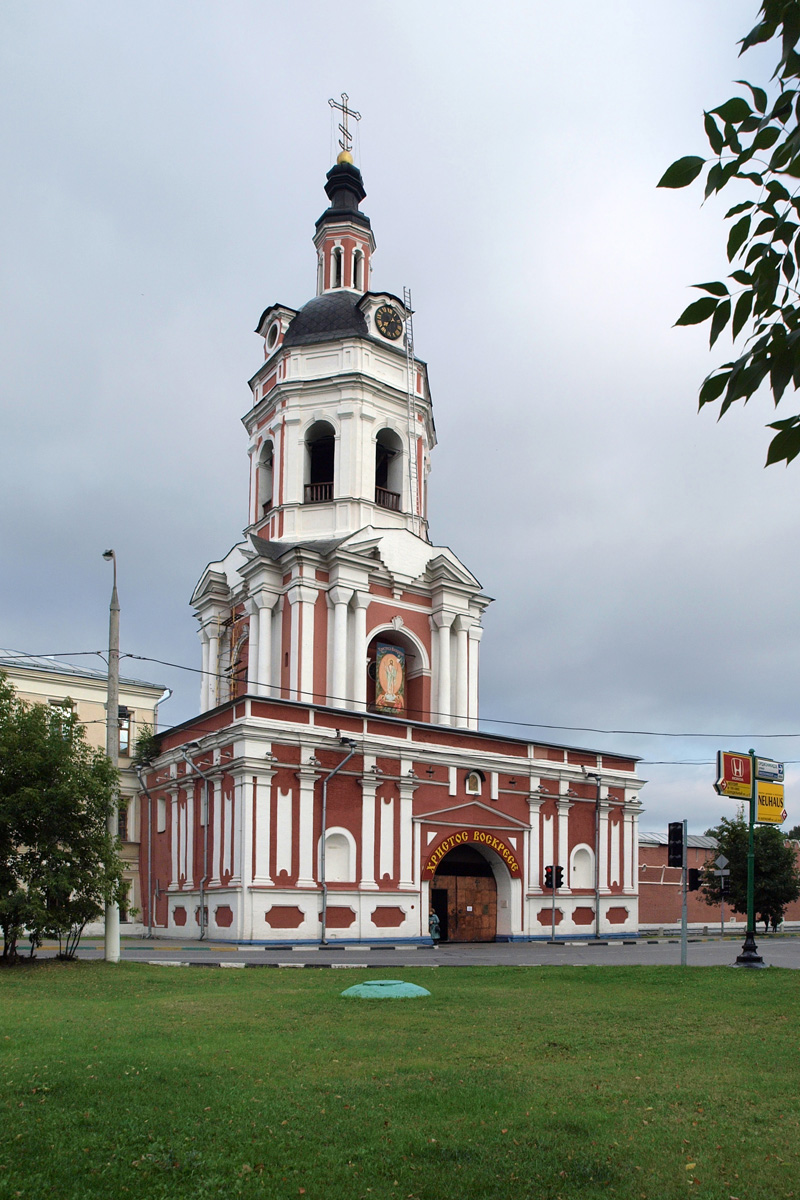
Храм праведників Захарії і Єлизавети, 2009 рік

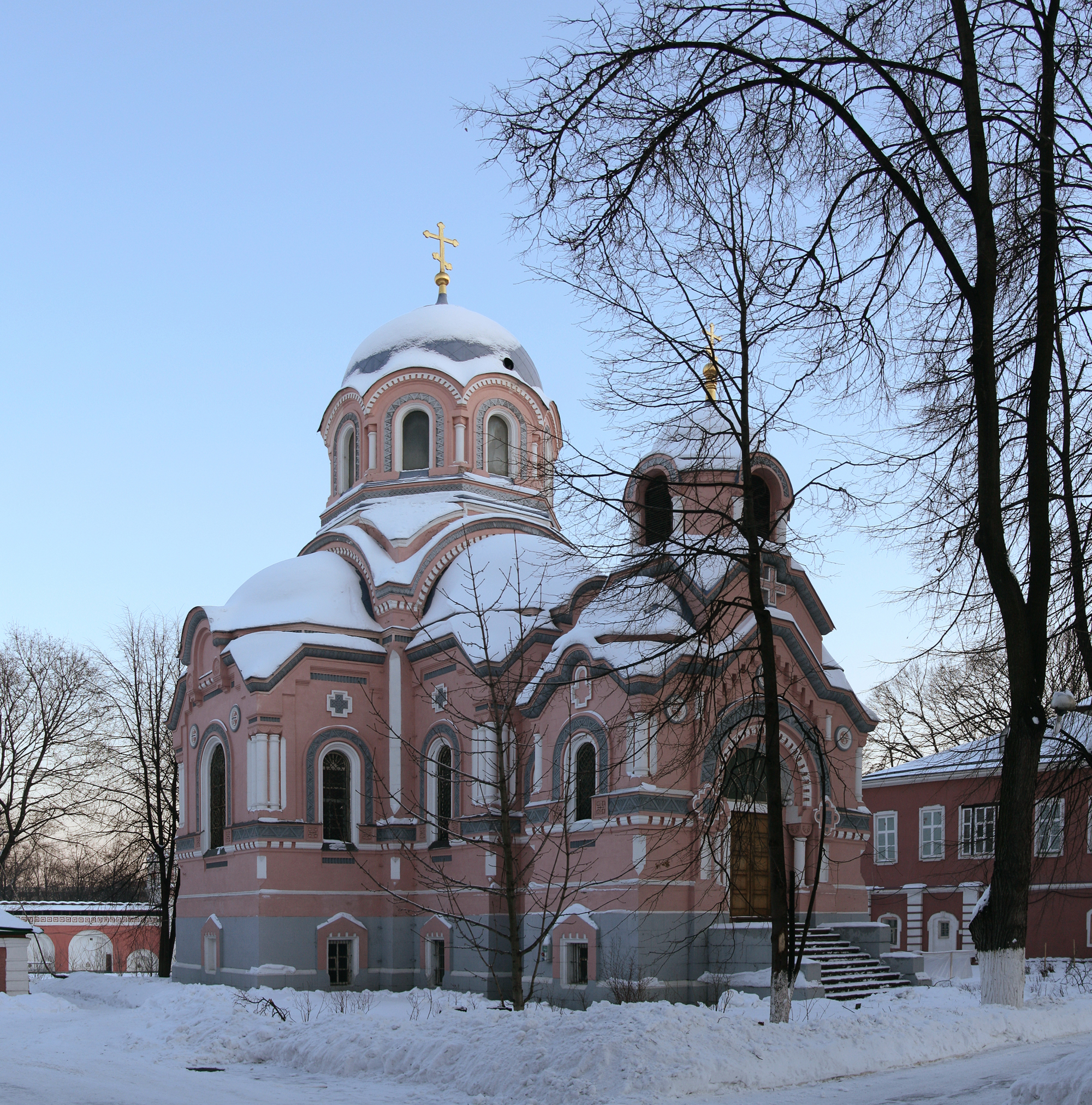
Церква Іоана Златоуста, 2011 рік

### Малий собор Донської ікони Божої Матері
Найдавніший храм-пам'ятник московському воїнству в монастирі, зведений у формах московської архітектури XVI століття. У первісному вигляді в плані він був майже квадратним, з трьома округлими апсидами. Об'єм завершувався трьома ярусами кокошників, світловим барабаном і шоломоподібним куполом. Згодом до собору, за розпорядженням царя Федора Олексійовича, прибудували з півночі і півдня два бокові вівтарі - великомученика Феодора Стратилата і преподобного Сергія. У тому ж році з заходу звели трапезну, в 1679-му була споруджена шатрова дзвіниця, а купол замінили існуючою главою. В кінці XVII століття собор і приділи розписували майстри Збройової палати живописці Леонтій Чулков і Федір Евтіев. Під храмом знаходяться ряд поховань, серед них — чавунна плита над прахом фельдмаршала Миколи Рєпніна. Споруда перекрита триступеневої пірамідою кокошників, яка завершується куполом на стрункому барабані. Реставраційні роботи, проведені в 1950-1952 роках за проектом мистецтвознавця Миколи Соболєва, повернули храму початкові форми обрамлення порталів і вікон.

### Великий собор Донського монастиря
Архітектурна домінантоа монастиря. Збудований у 1698 і освячений митрополитом Сарським і Подонським Тихоном (Воїновим). Під вівтарем собору в 1712 імеретинський цар Арчіла створив боковий храм Стрітення Господнього — усипальницю царів Імеретинських, царевичів і князів грузинських Дадіанів і Багратіонів . У 1748 році за кресленням Василя Обухова до собору з півдня прибудували двоповерхову ризницю з характерними для того часу бароковими наличниками. У 1752-му на кошти купця Кузьми Замятіна в храмі влаштовані чавунні підлоги з литих плит із шаблонним орнаментом, які збереглися до теперішнього часу. 
Собор пелюсткової форми вінчають п'ять позолочених глав — велика в центрі і чотири навколо, орієнтовані по сторонах світу. Основний об'єм оточений широкою двох'ярусною арковою галереєю. До неї з заходу, півночі і півдня примикають три сходові паперті, збудовані на склепіннях, що спираються на подвійні стовпи в арках.

### Надбрамна церква Тихвінської Ікони Божої Матері
Головний вхід до церкви розташований навпроти Великого собору, з північного боку огорожі. На думку історика Ігоря Грабаря, її архітектором був Іван Зарудний. Збудована в стилі московського бароко, має зіркоподібний план і чотири яруси. Верхній рівень відділений від внутрішнього простору склепіннями з відкритими арками і призначений для дзвіниці. У цьому храмі було дозволено молитися патріарху Тихону під час ув'язнення. Біля паперті збереглася чавунна кована решітка початку XVIII століття. Іконостас поставлений в 1782 на кошти Горпини Татищевої.  

### Храм праведників Захарії і Єлизавети
Перша згадка про створення дзвіниці належить до березня 1730, коли настоятель монастиря архімандрит Іларіон (Рогалевський) звернувся до імператриці Анни Іванівни з проханням виділити кошти на будівництво. До 1753 були завершені основні роботи з оформлення воріт, собору і дзвіниці. У 1755 в нижньому ярусі дзвіниці освятили храм на честь праведних Захарія та Єлизавети. Після розорення монастиря французькими військами в 1812  храм скасовано, а в його приміщенні розташувався архів монастиря. 
У 1980-ті Музеєм архітектури проведена комплексна реставрація західних воріт з церквою-дзвіницею. Фасади будівлі здобули початковий бароковий вигляд XVIII століття. В середині 1990-х храм відновили. Тоді ж у проїзний арці воріт художниця Н. П. Єрмакова виконала розписи з сюжетами з історії монастиря.

### Храм преподобного Олександра Свірського
Зведений у 1786-1789 роках на честь небесного покровителя графа Миколи Зубова. Виконаний у стилі класицизму, фасади прикрашають пілястри. До 1950 інтер'єр був повністю втрачений, його відновили у1996, заново розписавши і встановивши новий іконостас.

### Храм преподобного Іоанна Ліствичника
Побудований в 1898 році в стилі російський історизм на кошти генерал-майора І. Ф. Терещенка. Спочатку це була каплиця-усипальниця для його родини, пізніше переобладнана в церкву. З західної частини до храму примикає закритий ганок-паперть. Стіни прикрашені декоративними орнаментами з формової цегли і ліпниною. Фасади були відреставровані в 1989, через рік відновили розписи інтер'єру. В середині 1990-х років в храмі встановили новий іконостас. 

### Церква Іоанна Златоуста і великомучениці Катерини
Виконана в візантійському стилі за проектом Альфонса Венсана в 1888-1891 роках на кошти Є. А. Первушиної, в пам'ять чоловіка Івана Андрійовича, як родинна усипальниця. Зведення храму відбувалося під керівництвом архітекторів Володимира Шера, В. П. Гавриліна і М. П. Іванова. У нижньому ярусі в 1897 освячена придільна церква великомучениці Катерини. У 1980-і роки всередині розміщувалися фототека і фонди Музею архітектури.

### Храм преподобного Серафима Саровського і Анни Кашинський
Побудований за проєктом Зіновія Іванова в 1904 на Новому кладовищі з трьома престолами і дзвіницею над західним входом. У 1927-му під керівництвом Дмитра Осиповабув перероблений в крематорій.

### Храм Георгія Побідоносця
Побудований у 2000 році, розписаний в 2001 в техніці сухої фрески. Це восьмерик, декорований плоскими пілястрами, увінчаний округлим дахом і ярусом дзвіниці.

### Церква святителя Тихона, патріарха Всеросійського
Була заснована в 1997 році з благословення патріарха Алексія II. Збудована з цегли, покрита покрівлею на вісім схилів. Храм увінчаний цибулястою главою на високому барабані, декорованому в нижній частині кокошниками. Інтер'єр розписаний в 1998 художницею Н. П. Єрмаковою. У цокольній частині знаходиться крипта з боковим вівтарем на честь благовірного князя В'ячеслава Чеського.

### Церква Архангела Михаїла
Побудована на кошти княгині Анни Голіциної в 1806-1809 роках на місці застарілої церкви в ім'я Євфимія Великого, зведеної в 1714. Виконана в стилі російський ампір за проектом Івана Євготова. Це кубічний об'єм, увінчаний главою на широкому барабані. Із заходу колишнього храму була лікарня, перебудована у трапезну. У 1894 за проектом архітектора М. П. Іванова до храму прибудували кам'яні тамбури для входу в усипальницю з північного і південного фасадів. У ній поховані учасники Великої Вітчизняної війни 1812-го - князі Дмитро і Микола Голіцини, Олексій Щербатов. У 1990-х проведена реставрація: відкрили розписи, у центральному барабані відновили зображення Христа Пантократора, у простінках вікон - зображення ангелів, а на парусах - образи євангелістів.

### Церква на честь князя Олександра Невського
Зведена в 2006 на місці колишніх монастирських городів. Вінчається барабаном і цибулястою банею.

### Каплиця-усипальниця Левченко
Побудована на початку XX століття в неоросійському стилі за проектом архітектора Романа Клейна. 

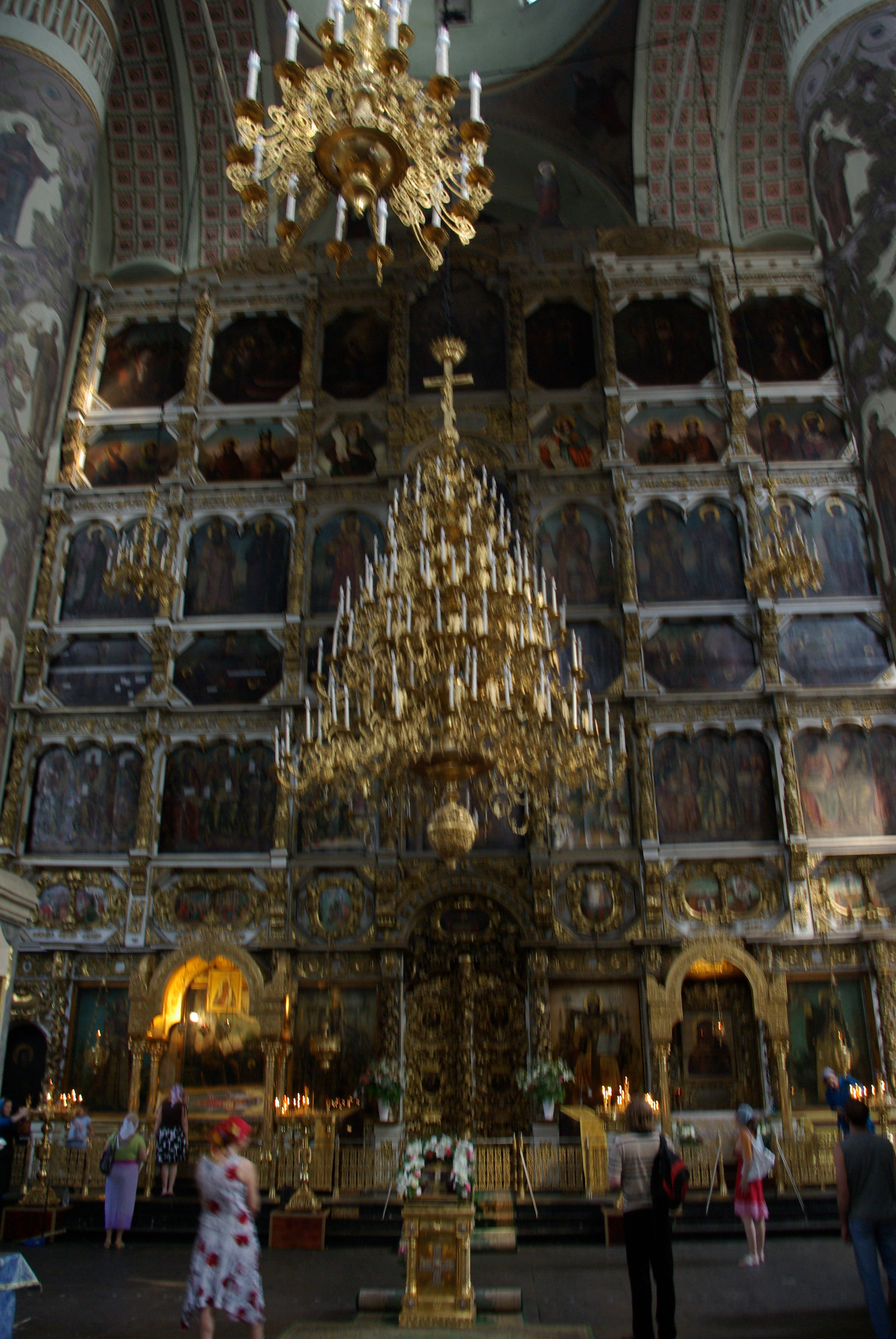
Іконостас Великого собору, 2010 рік
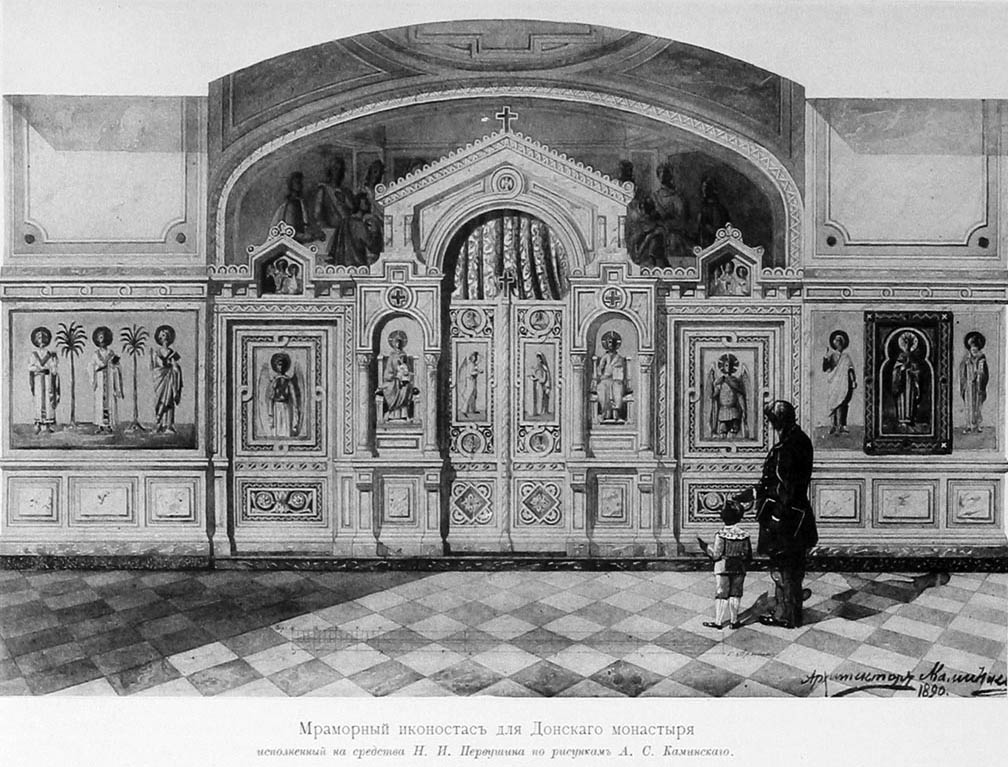
Іконостас церкви Іоанна Златоуста і великомучениці Катерини, 1890 рік
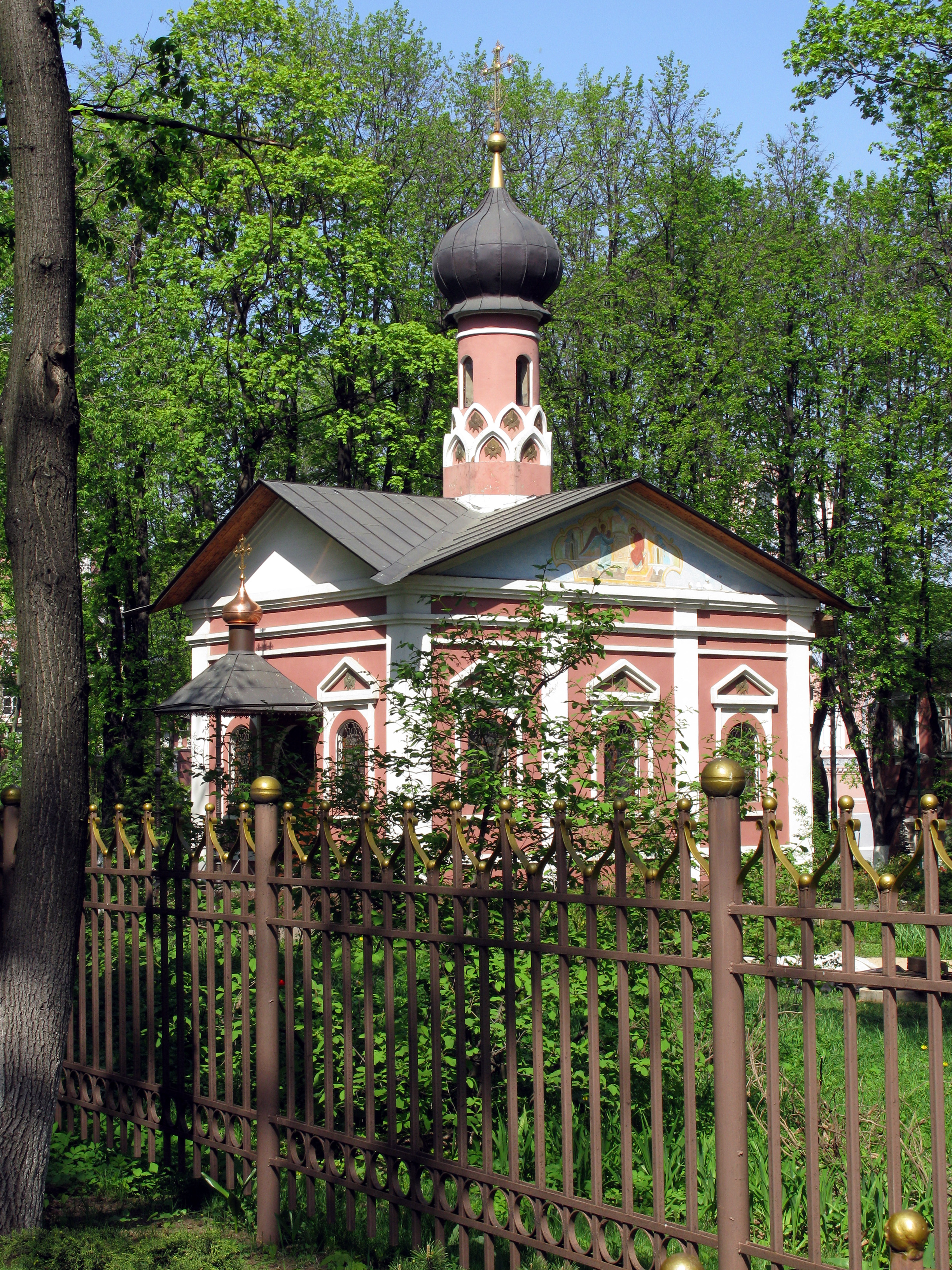
Храм Святителя Тихона, 2010 рік
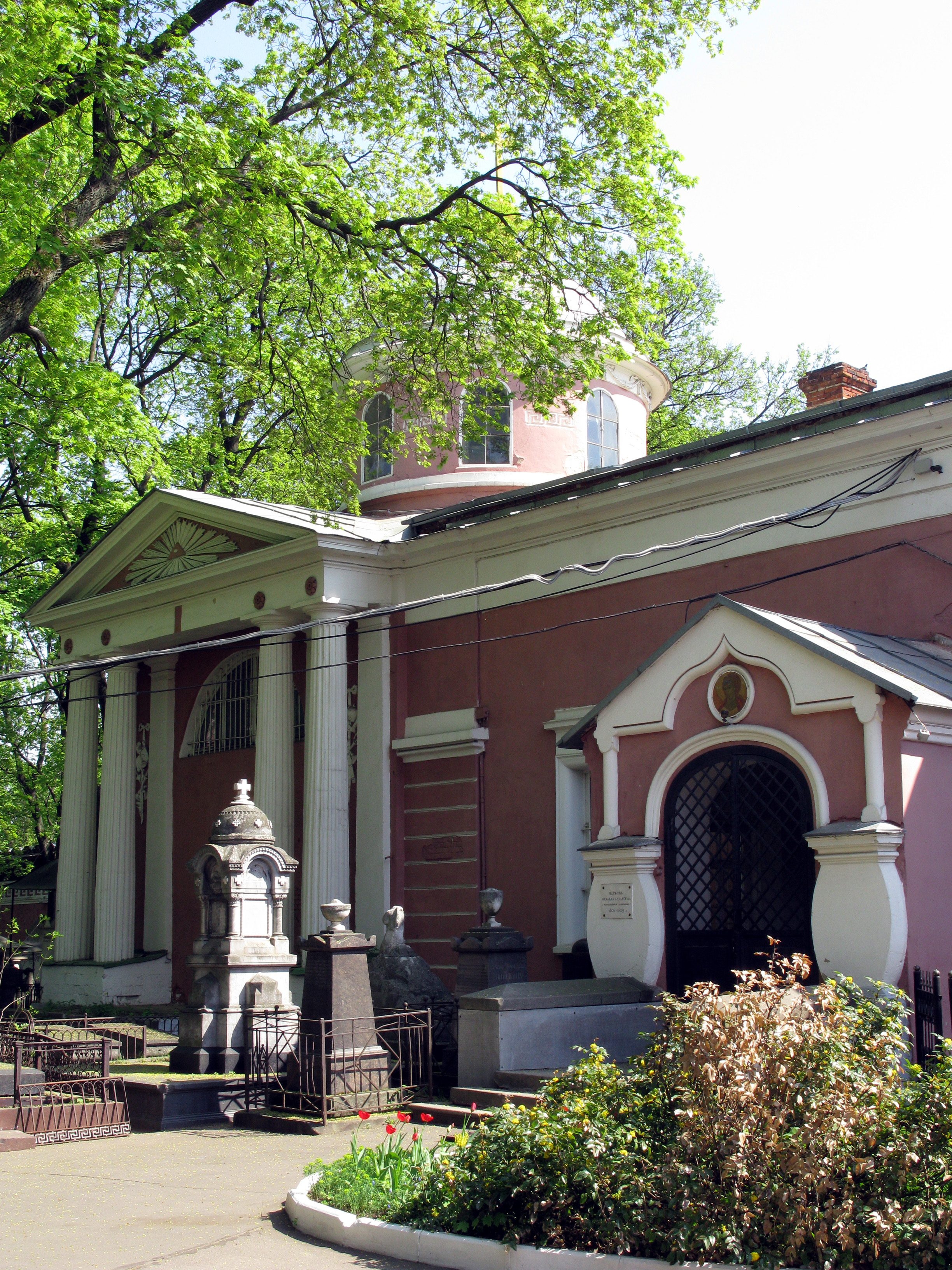
Храм Архангела Михаїла, 2010 рік
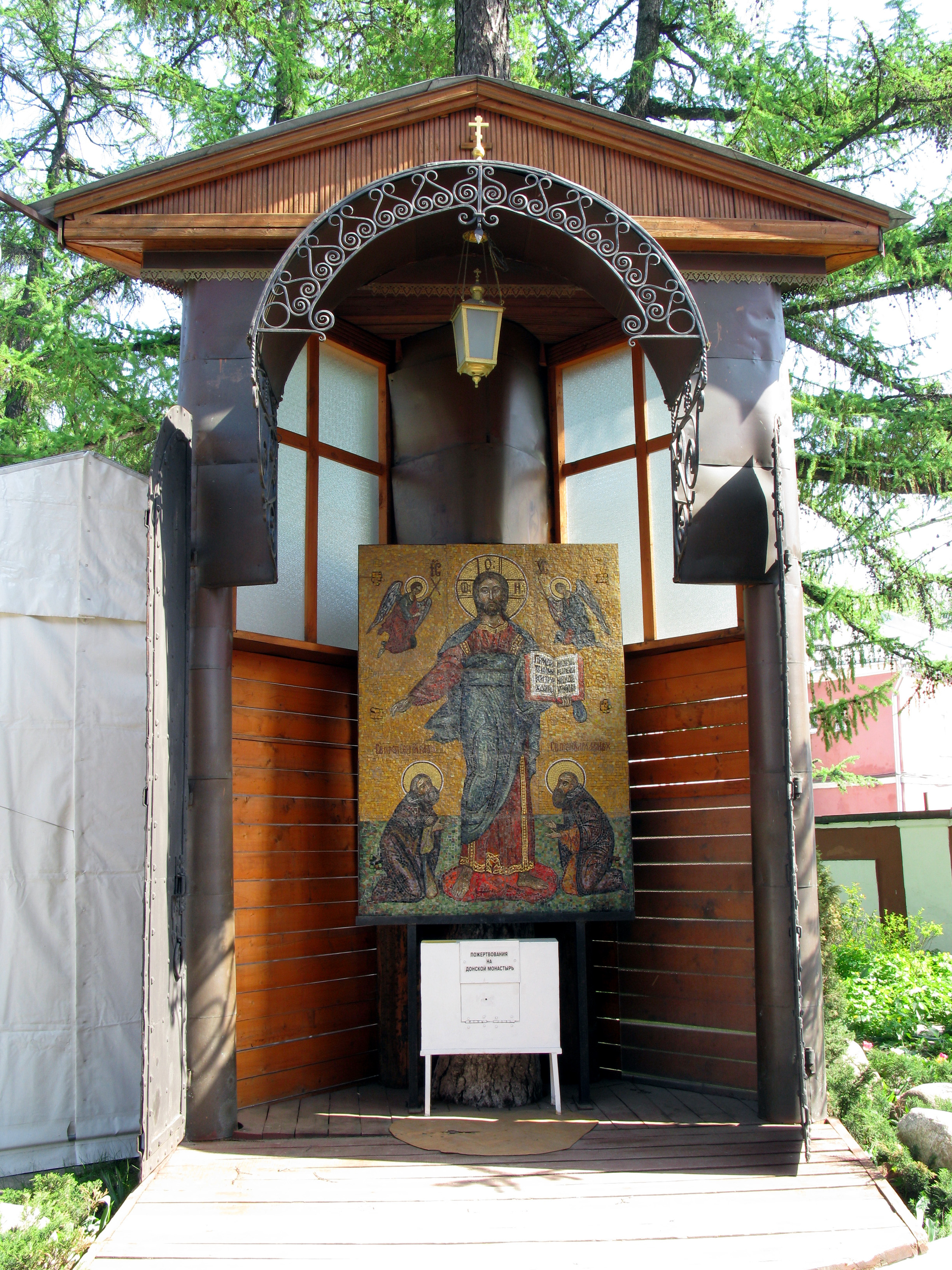
Мозаїчна ікона Спасителя біля входу в Донський монастир, 2010 год

## Некрополь

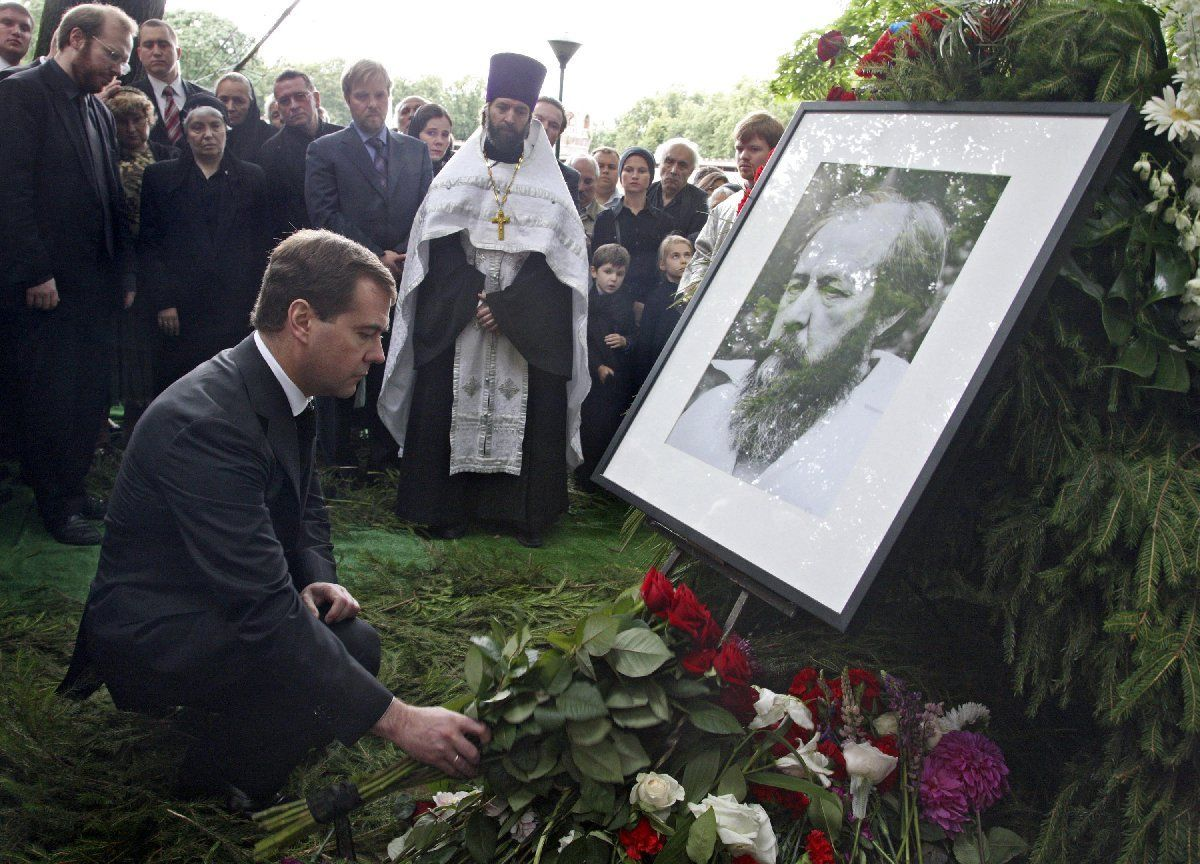
Похорон Олександра Солженіцина, 2008 рік

Некрополь російського дворянства і багатого купецтва на території монастиря - єдиний в Москві, який пережив без істотних втрат радянські часи. У ньому поховані письменники, поети, архітектори, вчені: Олександр Сумароков, Михайло Херасков, Василь Пушкін, Петро Чаадаєв, Володимир Одоєвський, Василь Майков, Осип Бове, Микола і Дмитро Бантиш-Кам'янські, Василь Ключевський, Микола Жуковський та інші відомі діячі. Унікальним надгробком барочного типу є саркофаг генерал-поручика Олександра Брюса. Зразком пізнього класицизму є пам'ятник на могилі княжни Анни Петрівни Кожухової - «Скорботний геній», створений з міді скульптором Іваном Мартосом. 
До початку XX століття монастирський некрополь був переповнений. Московська влада вирішили відвести територію на півдні від монастиря під Нове Донське кладовище, поховання на якому тривали впродовж майже всього XX століття.  

У 2000-х роках у монастирському некрополі був перепохований прах видатних діячів білої еміграції: Івана Шмельова, Антона Денікіна, Івана Ільїна, Володимира Каппеля. У 2008 за вівтарем храму Іоанна Ліствичника поховали письменника і громадського діяча Олександра Солженіцина. 

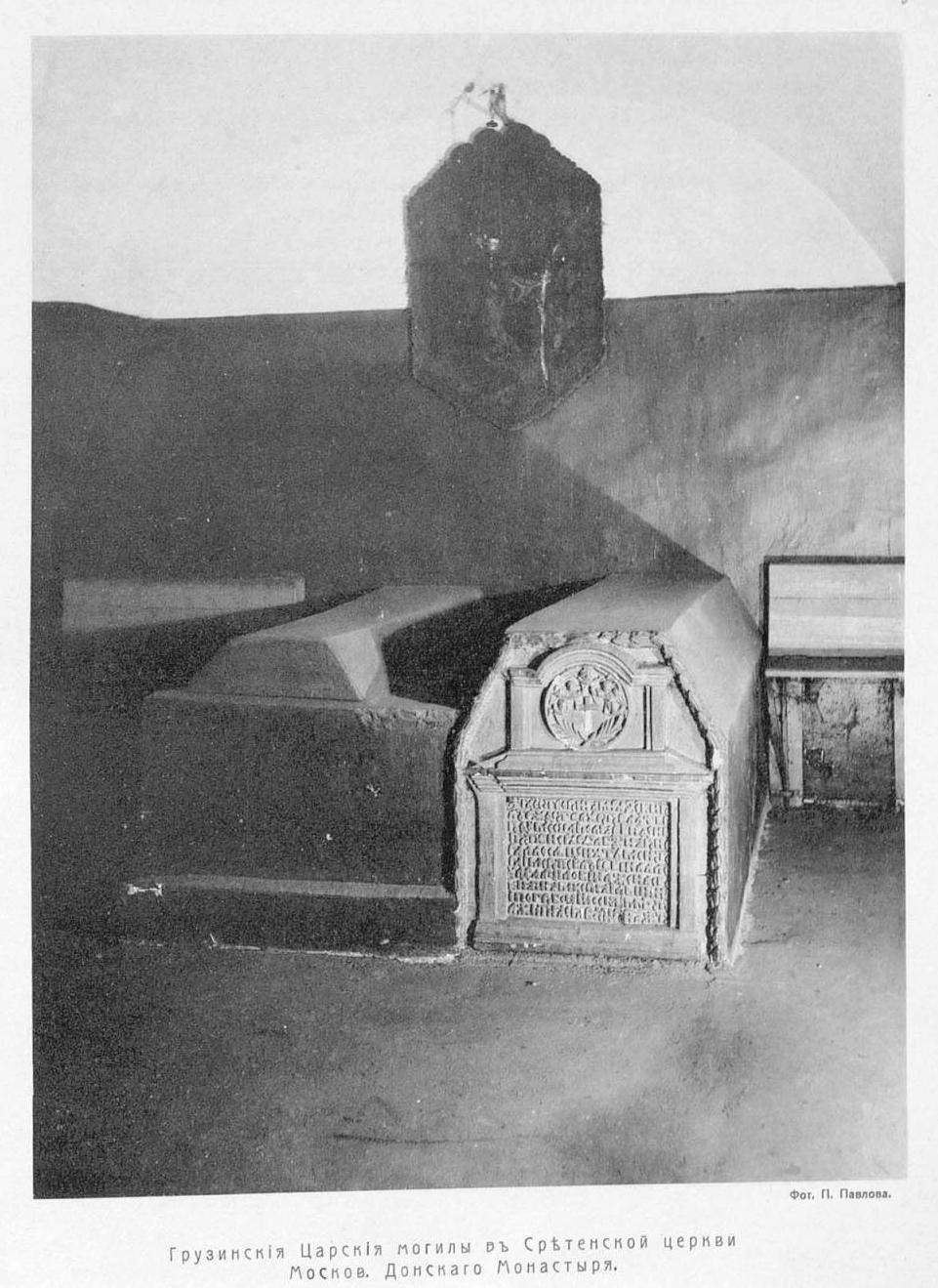
Грузинські царські могили, 1913 рік
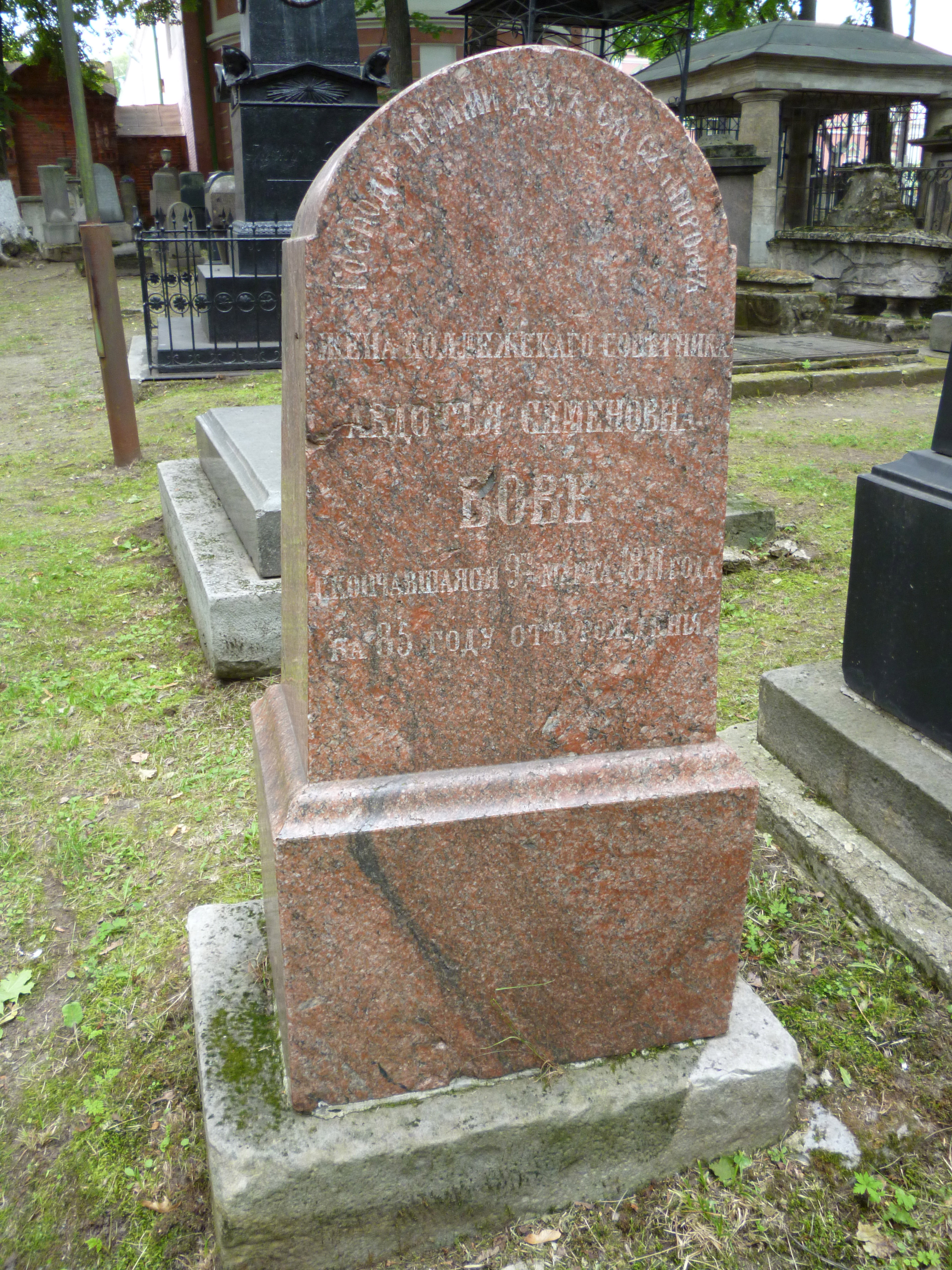
Могила Авдотьи Семенівни Бове, 2013 рік
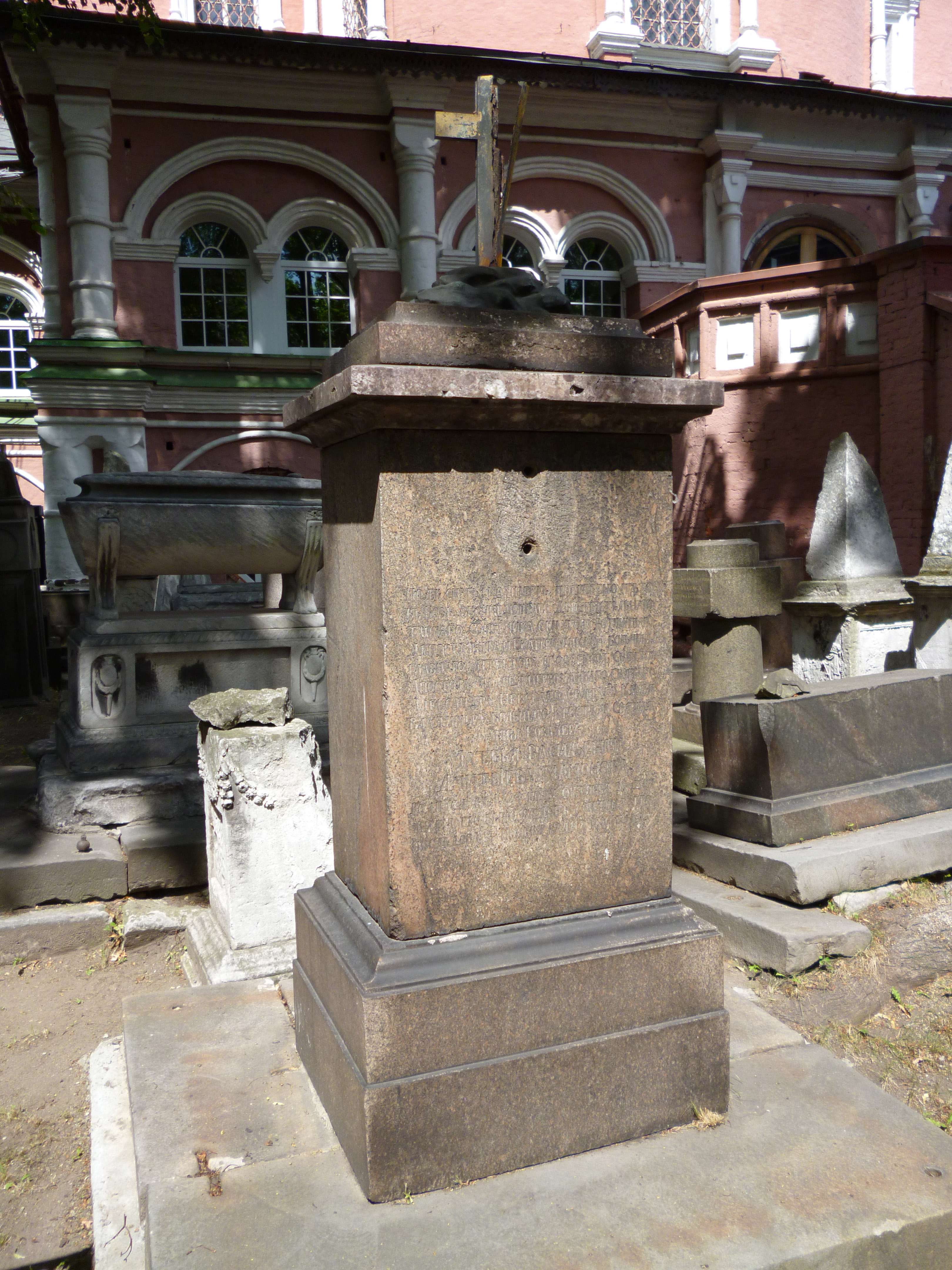
Надгробок Матвія Дмитрієва-Мамонова, 2013 рік
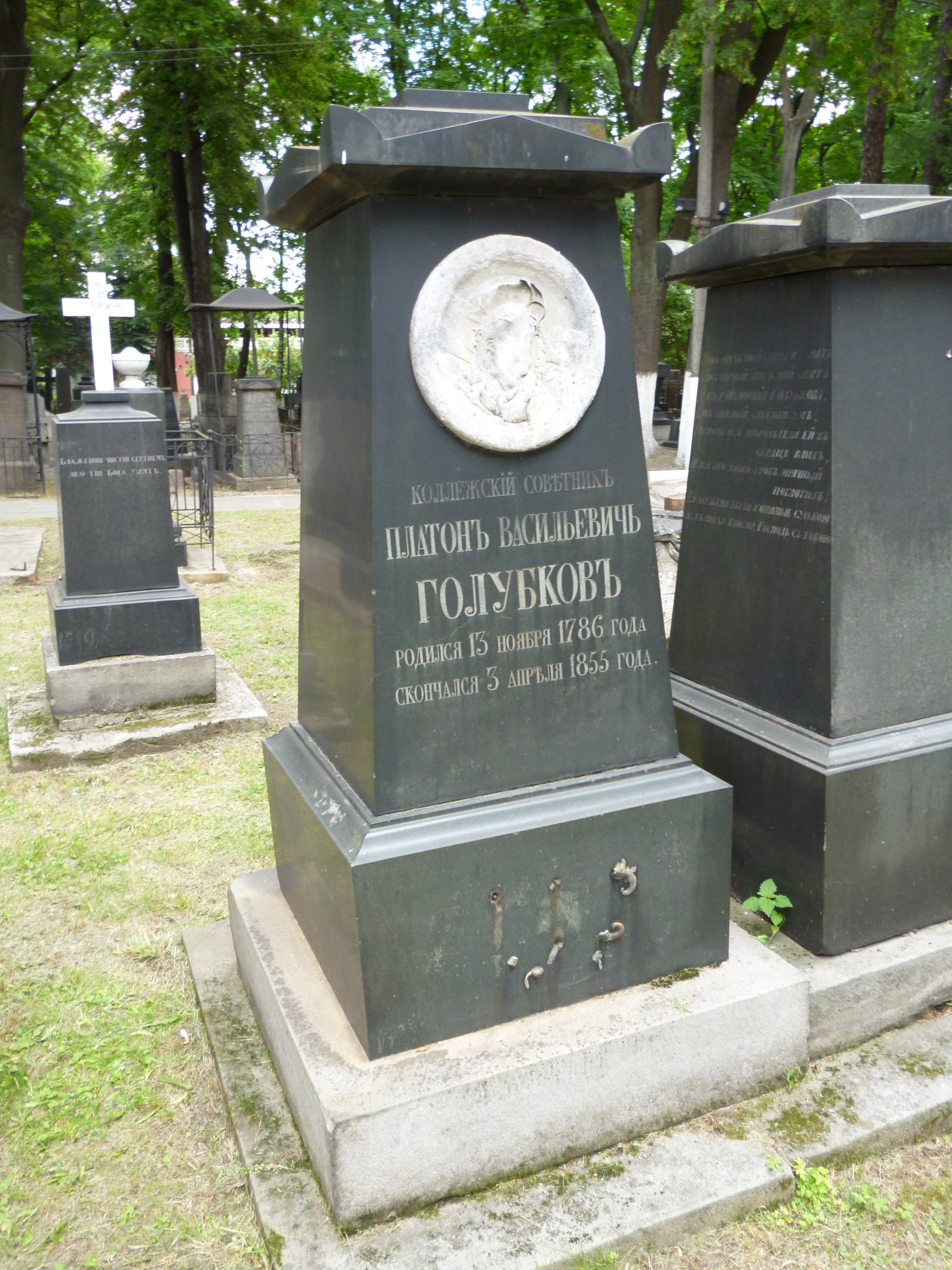
Могила Платона Голубкова, 2013 рік
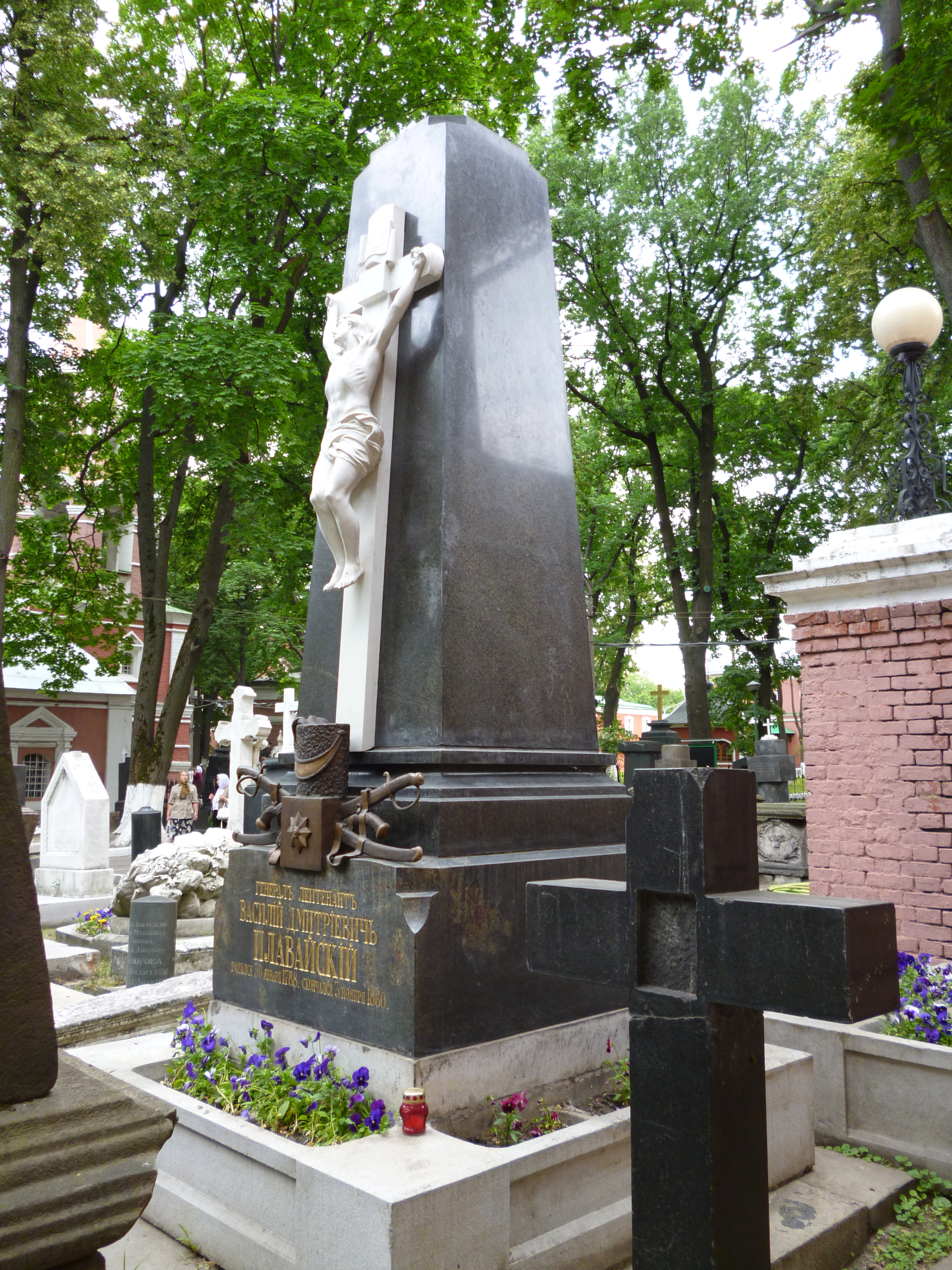
Могила Василя Іловайського, 2013 рік

## Служителі монастиря
Архімандрити
- архімандрит Антоній (Одинович) (7 июля 1689—1705)
- архімандрит Лаврентій Грузинец (1705—1720)
- архімандрит Йоаким (Струков) (24 грудня 1721 — 4 червня 1727)
- архімандрит Іларіон (Рогалевський) (24 жовтня 1728—1732)
- архімандрит Порфірій (Крайський) (12 травня 1747 — 30 травня 1748)
- архімандрит Іоан (Козлович) (8 травня 1748—1753)
- архімандрит Варлаам (Лещовський) (помер в 1774)
- архімандрит Феофилакт (Горський) (1774 — 18 вересня 1776)
- архімандрит Аввакум (Міланкович) (1779 — 1 березня 1792)
- архімандрит Йакинф (Карпинський) (1795—1797)
- архімандрит Евлампій (Введенський) (1798—1801)
- архімандрит Віктор (Антонський-Прокопович) (1801—1809)
- архімандрит Іоан (Терликов) (15 лютого 1810 — 12 серпня 1814)
- архімандрит Симеон (Крилов-Платонов) (12 серпня 1814 — 27 лютого 1816)
- архімандрит Амвросій (Рождественський-Вещезеров) (7 березня 1816 — 15 липня 1817)
- архімандрит Євгеній (Казанцев) (1817—1818)
- архімандрит Парфеній (Чертков) (17 червня 1819 — 21 серпня 1821)
- архіепископ Діонісій (Цветаєв) (21 липня 1821—1823)
- архімандрит Афанасій (Петрієв) (1823—1832)
- архімандрит Феофан (Александров) (14 листопада 1832 — 6 липня 1850)
- архімандрит Симеон (Авдуловський) (1848 — 21 лютого 1852)
- архієпископ Євгеній (Казанцев) (1854 — 27 липня 1871)
- архімандрит Ісидор (Борисов) (1899 — 19 жовтня 1890)[58]
- єпископ Григорій (Полетаєв) (17 грудня 1900 — 8 червня 1906)
- Іннокентій (Ястребов) (1915—1917)
- Никон (Пурлевський) (1918—1920)
- архімандрит Алексий (Палицын) (1922—1924)

Намісники
- архімандрит Агафодор (Маркевич) (1991 — 25 грудня 2009)
- єпископ Кирилл (Покровський) (25 грудня 2009 — 26 липня 2012)
- єпископ Парамон (Голубка) (26 липня 2012 — 26 лютого 2019)
- єпископ Фома (Демчук) (26 лютого 2019 — 25 серпня 2020)
- єпископ Євгеній (Кульберг) (з 25 серпня 2020)